# Liste der Ortsteile in Niedersachsen
Die Liste der Ortsteile in Niedersachsen enthält nur die Ortsteile (2403) im Land Niedersachsen, über die in der Wikipedia Artikel existieren.
Die 939 Städte, Flecken, Gemeinden und 114 Samtgemeinden sind in der Liste der Städte und Gemeinden in Niedersachsen zu finden.
| Ort/Ortsteil              | Gemeinde                       |
| ------------------------- | ------------------------------ |
| Abbehausen                | Nordenham                      |
| Abbendorf                 | Bad Bodenteich                 |
| Abbenhausen               | Twistringen                    |
| Abbenrode                 | Cremlingen                     |
| Abbensen                  | Edemissen                      |
| Abbensen                  | Wedemark                       |
| Abbesbüttel               | Meine                          |
| Abbingwehr                | Hinte                          |
| Abelitz                   | Südbrookmerland                |
| Accum                     | Schortens                      |
| Achim                     | Börßum                         |
| Achternholt               | Wardenburg                     |
| Ackenhausen               | Bad Gandersheim                |
| Addrup                    | Essen (Oldenburg)              |
| Adensen                   | Nordstemmen                    |
| Adenstedt                 | Ilsede                         |
| Adenstedt                 | Sibbesse                       |
| Aderhusen                 | Dornum                         |
| Adersheim                 | Wolfenbüttel                   |
| Adlum                     | Harsum                         |
| Adorf                     | Twist                          |
| Afferde                   | Hameln                         |
| Ahausen                   | Weyhe                          |
| Ahe                       | Rinteln                        |
| Ahlbershausen             | Uslar                          |
| Ahlften                   | Soltau                         |
| Ahlhorn                   | Großenkneten                   |
| Ahlshausen-Sievershausen  | Einbeck                        |
| Ahlten                    | Lehrte                         |
| Ahlum                     | Wolfenbüttel                   |
| Ahmstorf                  | Rennau                         |
| Ahrbergen                 | Giesen                         |
| Ahrenfeld                 | Salzhemmendorf                 |
| Ahrensdorf bei Friesoythe | Friesoythe                     |
| Ahrsen                    | Walsrode                       |
| Ahsen-Oetzen              | Thedinghausen                  |
| Akelsbarg                 | Großefehn                      |
| Albstedt                  | Hagen im Bremischen            |
| Alfstedt                  | Geestland                      |
| Allershausen              | Uslar                          |
| Allersheim                | Holzminden                     |
| Almstedt                  | Sibbesse                       |
| Altenau                   | Clausthal-Zellerfeld           |
| Altenberge                | Haren (Ems)                    |
| Altenboitzen              | Walsrode                       |
| Altenbruch                | Cuxhaven                       |
| Altenbücken               | Bücken                         |
| Altencelle                | Celle                          |
| Altenhagen                | Celle                          |
| Altenhagen I              | Springe                        |
| Altenhagen                | Salzgitter                     |
| Altenhuntorf              | Elsfleth                       |
| Altenmarhorst             | Twistringen                    |
| Altenoythe                | Friesoythe                     |
| Altenrode                 | Schladen-Werla                 |
| Altensalzkoth             | Bergen                         |
| Altenwalde                | Cuxhaven                       |
| Altgandersheim            | Bad Gandersheim                |
| Altgarbsen                | Garbsen                        |
| Altgarmssiel              | Wangerland                     |
| Altkloster                | Buxtehude                      |
| Altluneberg               | Schiffdorf                     |
| Altmerdingsen             | Uetze                          |
| Altona                    | Dötlingen                      |
| Altwarmbüchen             | Isernhagen                     |
| Alt-Wolfsburg             | Wolfsburg                      |
| Alvesse                   | Edemissen                      |
| Alvesse                   | Vechelde                       |
| Ambühren                  | Cloppenburg                    |
| Amdorf                    | Detern                         |
| Amedorf                   | Neustadt am Rübenberge         |
| Amelith                   | Bodenfelde                     |
| Amerika                   | Garrel                         |
| Ammensen                  | Delligsen                      |
| Ampleben                  | Kneitlingen                    |
| Andershausen              | Einbeck                        |
| Anderten                  | Heemsen                        |
| Angerstein                | Nörten-Hardenberg              |
| Ankelohe                  | Geestland                      |
| Apeldorn                  | Meppen                         |
| Apelnstedt                | Sickte                         |
| Apelstedt                 | Bassum                         |
| Appeln                    | Beverstedt                     |
| Ardestorf                 | Neu Wulmstorf                  |
| Arensch                   | Cuxhaven                       |
| Arle                      | Großheide                      |
| Arnum                     | Hemmingen                      |
| Asche                     | Hardegsen                      |
| Aschen                    | Diepholz                       |
| Aschendorf/Ems            | Papenburg                      |
| Aschenstedt               | Dötlingen                      |
| Aschhausen                | Bad Zwischenahn                |
| Aschwarden                | Schwanewede                    |
| Asel                      | Harsum                         |
| Ashausen                  | Stelle                         |
| Aspe                      | Kutenholz                      |
| Astfeld                   | Langelsheim                    |
| Astrup                    | Wardenburg                     |
| Atzenhausen               | Rosdorf                        |
| Atzum                     | Wolfenbüttel                   |
| Auf der Horst             | Garbsen                        |
| Augustendorf              | Friesoythe                     |
| Augustfehn                | Apen                           |
| Auricher Wiesmoor II      | Wiesmoor                       |
| Aurich-Oldendorf          | Großefehn                      |
| Avendshausen              | Einbeck                        |
| Baccum                    | Lingen (Ems)                   |
| Bad Bederkesa             | Geestland                      |
| Bad Grund (Harz)          | Bad Grund (Harz)               |
| Bad Rehburg               | Rehburg-Loccum                 |
| Bad Helmstedt             | Helmstedt                      |
| Baden                     | Achim                          |
| Badenermoor               | Achim                          |
| Badenhausen               | Bad Grund (Harz)               |
| Bagband                   | Großefehn                      |
| Bahnsen                   | Suderburg                      |
| Bahrendorf                | Hitzacker (Elbe)               |
| Bakede                    | Bad Münder am Deister          |
| Ballenhausen              | Friedland                      |
| Bangstede                 | Ihlow                          |
| Bankewitz                 | Stoetze                        |
| Banneick                  | Lüchow (Wendland)              |
| Bannetze                  | Winsen (Aller)                 |
| Bansleben                 | Kneitlingen                    |
| Banteln                   | Gronau (Leine)                 |
| Bäntorf                   | Coppenbrügge                   |
| Barbis                    | Bad Lauterberg im Harz         |
| Barchel                   | Oerel                          |
| Bardenfleth               | Berne                          |
| Bardenfleth               | Elsfleth                       |
| Barel                     | Dötlingen                      |
| Barenburg                 | Emden                          |
| Barfelde                  | Gronau (Leine)                 |
| Bargebur                  | Norden                         |
| Bargfeld                  | Eldingen                       |
| Bargfeld                  | Gerdau                         |
| Barkhausen                | Bad Essen                      |
| Barksen                   | Hessisch Oldendorf             |
| Barlissen                 | Jühnde                         |
| Barme                     | Dörverden                      |
| Barmke                    | Helmstedt                      |
| Barnsen                   | Gerdau                         |
| Barnstorf                 | Uehrde                         |
| Barnten                   | Nordstemmen                    |
| Barrien                   | Syke                           |
| Barskamp                  | Bleckede                       |
| Barstede                  | Ihlow                          |
| Barterode                 | Adelebsen                      |
| Bartolfelde               | Bad Lauterberg im Harz         |
| Bartshausen               | Einbeck                        |
| Barum                     | Salzgitter                     |
| Barßelermoor              | Barßel                         |
| Bassen                    | Oyten                          |
| Baßgeige                  | Goslar                         |
| Bastesiedlung             | Clausthal-Zellerfeld           |
| Bausen                    | Clenze                         |
| Bavenstedt                | Hildesheim                     |
| Beber                     | Bad Münder am Deister          |
| Bechtsbüttel              | Meine                          |
| Beckedorf                 | Schwanewede                    |
| Beckedorf                 | Seevetal                       |
| Becklingen                | Bergen                         |
| Beckstedt                 | Colnrade                       |
| Beddingen                 | Salzgitter                     |
| Bedekaspel                | Südbrookmerland                |
| Bedekaspeler Marsch       | Südbrookmerland                |
| Beesem                    | Luckau (Wendland)              |
| Behrensen                 | Moringen                       |
| Beienrode                 | Gleichen                       |
| Beienrode                 | Königslutter am Elm            |
| Beienrode                 | Lehre                          |
| Belitz                    | Küsten                         |
| Belsen                    | Bergen                         |
| Benefeld                  | Walsrode                       |
| Beningafehn               | Hesel                          |
| Bennemühlen               | Wedemark                       |
| Benniehausen              | Gleichen                       |
| Bensen                    | Hessisch Oldendorf             |
| Benstorf                  | Salzhemmendorf                 |
| Benterode                 | Staufenberg                    |
| Bentierode                | Einbeck                        |
| Benthe                    | Ronnenberg                     |
| Beinum                    | Salzgitter                     |
| Benzen                    | Walsrode                       |
| Beppen                    | Thedinghausen                  |
| Berel                     | Burgdorf                       |
| Berenbostel               | Garbsen                        |
| Berensch                  | Cuxhaven                       |
| Berka                     | Katlenburg-Lindau              |
| Berklingen                | Vahlberg                       |
| Berkum                    | Peine                          |
| Bernshausen               | Seeburg                        |
| Berum                     | Hage                           |
| Berumerfehn               | Großheide                      |
| Berxen                    | Bruchhausen-Vilsen             |
| Beseland                  | Clenze                         |
| Bessingen                 | Coppenbrügge                   |
| Betheln                   | Gronau (Leine)                 |
| Bethen                    | Cloppenburg                    |
| Bettingerode              | Bad Harzburg                   |
| Bettmar                   | Schellerten                    |
| Bettmar                   | Vechelde                       |
| Bettrum                   | Söhlde                         |
| Betzhorn                  | Wahrenholz                     |
| Beuchte                   | Schladen-Werla                 |
| Beulshausen               | Einbeck                        |
| Beutow                    | Lüchow (Wendland)              |
| Bevensen                  | Neustadt am Rübenberge         |
| Bevern                    | Bremervörde                    |
| Bevern                    | Essen (Oldenburg)              |
| Bexhövede                 | Loxstedt                       |
| Bienenbüttel (Ort)        | Bienenbüttel                   |
| Bienrode                  | Braunschweig                   |
| Bierbaumsmühle            | Heere                          |
| Bierbergen                | Hohenhameln                    |
| Bierden                   | Achim                          |
| Bilderlahe                | Seesen                         |
| Billerbeck                | Einbeck                        |
| Billerbeck                | Schnega                        |
| Billingshausen            | Bovenden                       |
| Bilm                      | Sehnde                         |
| Bimolten                  | Nordhorn                       |
| Binder                    | Baddeckenstedt                 |
| Bingum                    | Leer                           |
| Bischhausen               | Gleichen                       |
| Bishausen                 | Nörten-Hardenberg              |
| Bisperode                 | Coppenbrügge                   |
| Bissendorf                | Wedemark                       |
| Blandorf-Wichte           | Hage                           |
| Blanke                    | Nordhorn                       |
| Blankenhagen              | Moringen                       |
| Bleckenstedt              | Salzgitter                     |
| Bleckmar                  | Bergen                         |
| Bleckwedel                | Visselhövede                   |
| Bledeln                   | Algermissen                    |
| Blexen                    | Nordenham                      |
| Bloh                      | Bad Zwischenahn                |
| Blumenhagen               | Edemissen                      |
| Blumlage/Altstadt         | Celle                          |
| Blütlingen                | Wustrow (Wendland)             |
| Böbber                    | Bad Münder am Deister          |
| Bockel                    | Wietzendorf                    |
| Bockelskamp               | Wienhausen                     |
| Bockholte                 | Werlte                         |
| Bockhorn                  | Walsrode                       |
| Bockleben                 | Lemgow                         |
| Böddenstedt               | Suderburg                      |
| Bodenburg                 | Bad Salzdetfurth               |
| Boekzetelerfehn           | Moormerland                    |
| Boen                      | Bunde                          |
| Bohlsen                   | Gerdau                         |
| Bokel                     | Beverstedt                     |
| Bokel                     | Papenburg                      |
| Bokel                     | Wiefelstede                    |
| Bokeloh                   | Meppen                         |
| Bokeloh                   | Wunstorf                       |
| Bollen                    | Achim                          |
| Bollensen                 | Uslar                          |
| Bolzum                    | Sehnde                         |
| Bomke                     | Bad Bodenteich                 |
| Bomlitz                   | Walsrode                       |
| Bommelsen                 | Walsrode                       |
| Bonaforth                 | Hann. Münden                   |
| Bönnien                   | Bockenem                       |
| Bonstorf                  | Südheide                       |
| Bookholt                  | Nordhorn                       |
| Borbeck                   | Wiefelstede                    |
| Bördel                    | Dransfeld                      |
| Bordenau                  | Neustadt am Rübenberge         |
| Borg                      | Walsrode                       |
| Borg                      | Rosche                         |
| Borgstede                 | Varel                          |
| Borken                    | Meppen                         |
| Bornberg                  | Hechthausen                    |
| Borne                     | Uelzen                         |
| Bornhausen                | Seesen                         |
| Bornsen                   | Bienenbüttel                   |
| Bornum                    | Bockenem                       |
| Bornum am Elm             | Königslutter am Elm            |
| Borringhausen             | Damme                          |
| Börry                     | Emmerthal                      |
| Borssum                   | Emden                          |
| Borstel                   | Achim                          |
| Borstel                   | Auetal                         |
| Borstel                   | Jork                           |
| Borstel                   | Winsen (Luhe)                  |
| Borstel in der Kuhle      | Bispingen                      |
| Borsum                    | Harsum                         |
| Bortfeld                  | Wendeburg                      |
| Bösel                     | Lüchow (Wendland)              |
| Bösinghausen              | Waake                          |
| Bostel                    | Celle                          |
| Bothmer                   | Schwarmstedt                   |
| Boye                      | Celle                          |
| Braak                     | Deensen                        |
| Brackstedt                | Wolfsburg                      |
| Bramel                    | Schiffdorf                     |
| Bramkamp                  | Diepenau                       |
| Bramsche                  | Lingen (Ems)                   |
| Bramstedt                 | Bassum                         |
| Bramstedt                 | Hagen im Bremischen            |
| Brandlecht                | Nordhorn                       |
| Brandleben                | Langendorf (Elbe)              |
| Brase                     | Neustadt am Rübenberge         |
| Braudel                   | Clenze                         |
| Brechtorf                 | Rühen                          |
| Breetze                   | Bleckede                       |
| Bredenbeck                | Wennigsen                      |
| Bredenbock                | Göhrde                         |
| Breese an der Göhrde      | Zernien                        |
| Breese im Bruche          | Jameln                         |
| Breese in der Marsch      | Dannenberg (Elbe)              |
| Breinermoor               | Westoverledingen               |
| Breinum                   | Bad Salzdetfurth               |
| Breitenberg               | Duderstadt                     |
| Breitenhees               | Wrestedt                       |
| Bremke                    | Gleichen                       |
| Bremke                    | Halle                          |
| Breselenz                 | Jameln                         |
| Brettorf                  | Dötlingen                      |
| Brinkum                   | Stuhr                          |
| Brobergen                 | Kranenburg                     |
| Brochthausen              | Duderstadt                     |
| Brock                     | Soltau                         |
| Brockhausen               | Bad Essen                      |
| Brockhimbergen            | Himbergen                      |
| Brockzetel                | Aurich                         |
| Brögbern                  | Lingen (Ems)                   |
| Brual                     | Rhede                          |
| Bruchhof                  | Einbeck                        |
| Bruchmachtersen           | Salzgitter                     |
| Bruchmühlen               | Melle                          |
| Bruchwedel                | Oetzen                         |
| Brüggen                   | Gronau (Leine)                 |
| Brullsen                  | Bad Münder am Deister          |
| Brundorf                  | Schwanewede                    |
| Brünkendorf               | Höhbeck                        |
| Brunkensen                | Alfeld (Leine)                 |
| Brünnighausen             | Coppenbrügge                   |
| Brunsen                   | Einbeck                        |
| Buchhagen                 | Bodenwerder                    |
| Buchholz                  | Visselhövede                   |
| Bückau                    | Dannenberg (Elbe)              |
| Büddenstedt               | Helmstedt                      |
| Buensen                   | Einbeck                        |
| Bühle                     | Northeim                       |
| Bühren                    | Emstek                         |
| Bülitz                    | Luckau (Wendland)              |
| Bullenhausen              | Seevetal                       |
| Bülten                    | Ilsede                         |
| Bültum                    | Bockenem                       |
| Bunderhee                 | Bunde                          |
| Bündheim                  | Bad Harzburg                   |
| Bunnen                    | Löningen                       |
| Buntenbock                | Clausthal-Zellerfeld           |
| Büren                     | Neustadt am Rübenberge         |
| Burgdorf bei Osterlinde   | Burgdorf                       |
| Burgforde                 | Westerstede                    |
| Burgstemmen               | Nordstemmen                    |
| Burhafe                   | Südbrookmerland                |
| Bursfelde                 | Hann. Münden                   |
| Busch                     | Dötlingen                      |
| Büscherheide              | Bad Essen                      |
| Bussau                    | Clenze                         |
| Butendiek                 | Lilienthal                     |
| Büttel                    | Loxstedt                       |
| Buttforde                 | Wittmund                       |
| Bützfleth                 | Stade                          |
| Calbecht                  | Salzgitter                     |
| Calle                     | Bücken                         |
| Campen                    | Krummhörn                      |
| Canhusen                  | Hinte                          |
| Capellenhagen             | Duingen                        |
| Cappel                    | Wurster Nordseeküste           |
| Cappel-Neufeld            | Wurster Nordseeküste           |
| Carolinensiel             | Wittmund                       |
| Cirkwehrum                | Hinte                          |
| Clauen                    | Hohenhameln                    |
| Clausthal                 | Clausthal-Zellerfeld           |
| Cleverns                  | Jever                          |
| Clues                     | Syke                           |
| Clus                      | Bad Gandersheim                |
| Collinghorst              | Rhauderfehn                    |
| Conneforde                | Wiefelstede                    |
| Conrebbersweg             | Emden                          |
| Constantia                | Emden                          |
| Coppengrave               | Duingen                        |
| Cornau                    | Drebber                        |
| Corvin                    | Clenze                         |
| Cremlingen                | Cremlingen                     |
| Crildumersiel             | Wangerland                     |
| Critzum                   | Jemgum                         |
| Daensen                   | Buxtehude                      |
| Daerstorf                 | Neu Wulmstorf                  |
| Dahlenrode                | Rosdorf                        |
| Dahlheim                  | Staufenberg                    |
| Dalitz                    | Clenze                         |
| Dalle                     | Eschede                        |
| Dalum                     | Geeste                         |
| Dambeck                   | Dannenberg (Elbe)              |
| Dangast                   | Varel                          |
| Dangenstorf               | Lübbow                         |
| Dänikhorst                | Bad Zwischenahn                |
| Dankelshausen             | Scheden                        |
| Dankelsheim               | Bad Gandersheim                |
| Dannhausen                | Bad Gandersheim                |
| Darme                     | Lingen (Ems)                   |
| Darzau                    | Neu Darchau                    |
| Dassensen                 | Einbeck                        |
| Debstedt                  | Geestland                      |
| Deckau                    | Drebber                        |
| Deckbergen                | Rinteln                        |
| Dedendorf                 | Bücken                         |
| Dedenhausen               | Uetze                          |
| Dedesdorf-Eidewarden      | Loxstedt                       |
| Dehmke                    | Aerzen                         |
| Dehnernbockel             | Wietzendorf                    |
| Dehnsen                   | Alfeld (Leine)                 |
| Deichsende                | Wurster Nordseeküste           |
| Deiderode                 | Friedland                      |
| Deilmissen                | Eime                           |
| Deimern                   | Soltau                         |
| Deinsen                   | Eime                           |
| Deitlevsen                | Emmerthal                      |
| Delfshausen               | Rastede                        |
| Delliehausen              | Uslar                          |
| Dellien                   | Amt Neuhaus                    |
| Denkiehausen              | Wangelnstedt                   |
| Denstorf                  | Vechelde                       |
| Deppoldshausen            | Göttingen                      |
| Derneburg                 | Holle                          |
| Desingerode               | Duderstadt                     |
| Destedt                   | Cremlingen                     |
| Detfurth                  | Bad Salzdetfurth               |
| Devese                    | Hemmingen                      |
| Diahren                   | Waddeweitz                     |
| Dibbersen                 | Thedinghausen                  |
| Dickfeitzen               | Waddeweitz                     |
| Diedersen                 | Coppenbrügge                   |
| Diemarden                 | Gleichen                       |
| Diesten                   | Bergen                         |
| Diethe                    | Stolzenau                      |
| Dietrichsfeld             | Aurich                         |
| Dille                     | Bruchhausen-Vilsen             |
| Dinkelhausen              | Uslar                          |
| Ditterke                  | Gehrden                        |
| Dittmern                  | Soltau                         |
| Ditzum                    | Jemgum                         |
| Dobbeln                   | Söllingen                      |
| Dobrock                   | Wingst                         |
| Dögerode                  | Kalefeld                       |
| Döhle                     | Egestorf                       |
| Döhlen                    | Großenkneten                   |
| Dohnsen                   | Bergen                         |
| Dohnsen                   | Halle                          |
| Dolgen                    | Sehnde                         |
| Dolgow                    | Wustrow (Wendland)             |
| Dollart                   | Bunde                          |
| Dollbergen                | Uetze                          |
| Dölme                     | Bevern                         |
| Dommatzen                 | Waddeweitz                     |
| Donnern                   | Loxstedt                       |
| Donnerstedt               | Thedinghausen                  |
| Dorfhagen                 | Hagen im Bremischen            |
| Dorfmark                  | Bad Fallingbostel              |
| Dörmte                    | Oetzen                         |
| Dörnten                   | Liebenburg                     |
| Dornumergrode             | Dornum                         |
| Dornumersiel              | Dornum                         |
| Dörpe                     | Coppenbrügge                   |
| Dörrieloh                 | Varrel                         |
| Dörrigsen                 | Einbeck                        |
| Dorste                    | Osterode am Harz               |
| Dorum                     | Wurster Nordseeküste           |
| Döse                      | Cuxhaven                       |
| Dose                      | Friedeburg                     |
| Dötzum                    | Gronau (Leine)                 |
| Dragahn                   | Karwitz                        |
| Dramfeld                  | Rosdorf                        |
| Drangstedt                | Geestland                      |
| Drantum                   | Emstek                         |
| Dreeßel                   | Visselhövede                   |
| Dreibergen                | Bad Zwischenahn                |
| Drethem                   | Neu Darchau                    |
| Dreye                     | Weyhe                          |
| Drievorden                | Engden                         |
| Driftsethe                | Hagen im Bremischen            |
| Dringenburg               | Wiefelstede                    |
| Drögenbostel              | Visselhövede                   |
| Drohe                     | Wrestedt                       |
| Dröper                    | Georgsmarienhütte              |
| Drüber                    | Einbeck                        |
| Drütte                    | Salzgitter                     |
| Duddenhausen              | Bücken                         |
| Dudensen                  | Neustadt am Rübenberge         |
| Düderode                  | Kalefeld                       |
| Düdinghausen              | Steyerberg                     |
| Duhnen                    | Cuxhaven                       |
| Dümmerlohausen            | Damme                          |
| Düna                      | Osterode am Harz               |
| Dungelbeck                | Peine                          |
| Dünsche                   | Trebel (Wendland)              |
| Dunsen                    | Eime                           |
| Düring                    | Loxstedt                       |
| Düshorn                   | Walsrode                       |
| Duttenstedt               | Peine                          |
| Ebbingen                  | Walsrode                       |
| Eberhausen                | Adelebsen                      |
| Eberholzen                | Sibbesse                       |
| Eboldshausen              | Kalefeld                       |
| Echte                     | Kalefeld                       |
| Eckertal                  | Bad Harzburg                   |
| Eddelstorf                | Altenmedingen                  |
| Eddesse                   | Edemissen                      |
| Eddigehausen              | Bovenden                       |
| Edemissen                 | Edemissen                      |
| Edemissen                 | Einbeck                        |
| Edendorf                  | Bienenbüttel                   |
| Edesheim                  | Northeim                       |
| Edewechterdamm            | Bösel                          |
| Egels                     | Aurich                         |
| Egestorf                  | Bad Münder am Deister          |
| Eggelingen                | Wittmund                       |
| Eggeloge                  | Westerstede                    |
| Eggestedt                 | Schwanewede                    |
| Ehestorf                  | Rosengarten                    |
| Ehmen                     | Wolfsburg                      |
| Eichelkamp                | Wolfsburg                      |
| Eickenrode                | Edemissen                      |
| Eilsum                    | Krummhörn                      |
| Eilum                     | Kneitlingen                    |
| Eilvese                   | Neustadt am Rübenberge         |
| Eimbeckhausen             | Bad Münder am Deister          |
| Eimsen                    | Alfeld (Leine)                 |
| Eischott                  | Rühen                          |
| Eisdorf                   | Bad Grund (Harz)               |
| Eißel                     | Thedinghausen                  |
| Eisten                    | Sögel                          |
| Eitzen I                  | Bienenbüttel                   |
| Eitzendorf                | Hilgermissen                   |
| Eitzum                    | Gronau (Leine)                 |
| Eitzum                    | Schöppenstedt                  |
| Eixe                      | Peine                          |
| Ekel                      | Norden                         |
| Ekels                     | Südbrookmerland                |
| Ekern                     | Bad Zwischenahn                |
| Elbergen                  | Emsbüren                       |
| Elisabethfehn             | Barßel                         |
| Elkershausen              | Friedland                      |
| Ellens                    | Zetel                          |
| Ellerbrock                | Friesoythe                     |
| Ellerbruch                | Wingst                         |
| Ellerndorf                | Eimke                          |
| Ellershausen              | Niemetal                       |
| Elliehausen               | Göttingen                      |
| Ellierode                 | Bad Gandersheim                |
| Ellierode                 | Hardegsen                      |
| Elm                       | Bremervörde                    |
| Elmendorf                 | Bad Zwischenahn                |
| Elmlohe                   | Geestland                      |
| Elstorf                   | Neu Wulmstorf                  |
| Elstorf-Bachheide         | Neu Wulmstorf                  |
| Eltze                     | Uetze                          |
| Elvershausen              | Katlenburg-Lindau              |
| Elvese                    | Nörten-Hardenberg              |
| Elze                      | Wedemark                       |
| Embsen                    | Achim                          |
| Emen                      | Haren (Ems)                    |
| Emern                     | Wrestedt                       |
| Emmeln                    | Haren (Ems)                    |
| Emmelndorf                | Seevetal                       |
| Emmenhausen               | Bovenden                       |
| Emmerborn                 | Wangelnstedt                   |
| Emmerke                   | Giesen                         |
| Emmerstedt                | Helmstedt                      |
| Empelde                   | Ronnenberg                     |
| Emstekerfeld              | Cloppenburg                    |
| Engelade                  | Seesen                         |
| Engeln                    | Bruchhausen-Vilsen             |
| Engelnstedt               | Salzgitter                     |
| Engensen                  | Burgwedel                      |
| Engerhafe                 | Südbrookmerland                |
| Engern                    | Rinteln                        |
| Engerode                  | Salzgitter                     |
| Equord                    | Hohenhameln                    |
| Erbsen                    | Adelebsen                      |
| Erichshof                 | Weyhe                          |
| Erika                     | Haren (Ems)                    |
| Ersehof                   | Wendeburg                      |
| Ertinghausen              | Hardegsen                      |
| Erzhausen                 | Einbeck                        |
| Esbeck                    | Elze                           |
| Esbeck                    | Schöningen                     |
| Eschenhausen              | Bassum                         |
| Escherode                 | Staufenberg                    |
| Eschershausen             | Uslar                          |
| Esebeck                   | Göttingen                      |
| Esperde                   | Emmerthal                      |
| Esperke                   | Neustadt am Rübenberge         |
| Espern                    | Apen                           |
| Esplingerode              | Duderstadt                     |
| Espol                     | Hardegsen                      |
| Essehof                   | Lehre                          |
| Essenrode                 | Lehre                          |
| Esterfeld                 | Meppen                         |
| Esterholz                 | Wrestedt                       |
| Estringen                 | Lingen (Ems)                   |
| Essern                    | Diepenau                       |
| Essinghausen              | Peine                          |
| Etzenborn                 | Gleichen                       |
| Evensen                   | Lamspringe                     |
| Everloh                   | Gehrden                        |
| Evern                     | Sehnde                         |
| Everode                   | Freden (Leine)                 |
| Eversen                   | Bergen                         |
| Evestorf                  | Wennigsen                      |
| Eversten                  | Oldenburg                      |
| Exten                     | Rinteln                        |
| Extum                     | Aurich                         |
| Eyershausen               | Freden (Leine)                 |
| Falkenberg                | Lilienthal                     |
| Falkenhagen               | Landolfshausen                 |
| Fallersleben              | Wolfsburg                      |
| Farmsen                   | Schellerten                    |
| Farster Bauerschaft       | Isernhagen                     |
| Fedderwarden              | Wilhelmshaven                  |
| Fedderwardergroden        | Wilhelmshaven                  |
| Fedderwardersiel          | Butjadingen                    |
| Fehndorf                  | Haren (Ems)                    |
| Fehnhusen                 | Südbrookmerland                |
| Feldbergen                | Söhlde                         |
| Felde                     | Großefehn                      |
| Felde                     | Westerstede                    |
| Festenburg                | Clausthal-Zellerfeld           |
| Feuerschützenbostel       | Bergen                         |
| Fickmühlen                | Geestland                      |
| Fiebing                   | Großefehn                      |
| Fikensolt                 | Westerstede                    |
| Fischbeck                 | Hessisch Oldendorf             |
| Fischerhafen              | Norderney                      |
| Fischerhude               | Ottersberg                     |
| Flachstöckheim            | Salzgitter                     |
| Flechtorf                 | Lehre                          |
| Fleeste                   | Loxstedt                       |
| Fleestedt                 | Seevetal                       |
| Flegessen                 | Bad Münder am Deister          |
| Flettmar                  | Müden                          |
| Flinten                   | Bad Bodenteich                 |
| Flögeln                   | Geestland                      |
| Fohlenplacken             | Holzminden                     |
| Föhrste                   | Alfeld (Leine)                 |
| Fölziehausen              | Duingen                        |
| Forlitz-Blaukirchen       | Südbrookmerland                |
| Förste                    | Osterode am Harz               |
| Fredelsloh                | Moringen                       |
| Fredenberg                | Salzgitter                     |
| Freepsum                  | Krummhörn                      |
| Frelsdorf                 | Beverstedt                     |
| Frenke                    | Emmerthal                      |
| Frenswegen                | Nordhorn                       |
| Freschluneberg            | Beverstedt                     |
| Friedrichsfehn            | Edewecht                       |
| Friedrichswald            | Rinteln                        |
| Friesland                 | Emden                          |
| Früchteburg               | Emden                          |
| Füchtenfeld               | Wietmarschen                   |
| Fuhlen                    | Hessisch Oldendorf             |
| Fuhrbach                  | Duderstadt                     |
| Fuhrberg                  | Burgwedel                      |
| Fulde                     | Walsrode                       |
| Fümmelse                  | Wolfenbüttel                   |
| Fürstenau                 | Vechelde                       |
| Fürstenhagen              | Uslar                          |
| Gadenstedt                | Ilsede                         |
| Gailhof                   | Wedemark                       |
| Galgenmoor                | Cloppenburg                    |
| Gamsen                    | Gifhorn                        |
| Gandersum                 | Moormerland                    |
| Gardessen                 | Cremlingen                     |
| Garnholt                  | Westerstede                    |
| Garlebsen                 | Einbeck                        |
| Garlstedt                 | Osterholz-Scharmbeck           |
| Garthe                    | Emstek                         |
| Garßen                    | Celle                          |
| Gauel                     | Rosche                         |
| Gavendorf                 | Wrestedt                       |
| Gebhardshagen             | Salzgitter                     |
| Gedelitz                  | Trebel (Wendland)              |
| Geestenseth               | Schiffdorf                     |
| Geesthof                  | Hechthausen                    |
| Gehlbergen                | Bruchhausen-Vilsen             |
| Gehlenberg                | Friesoythe                     |
| Gehrenrode                | Bad Gandersheim                |
| Geismar                   | Göttingen                      |
| Gelliehausen              | Gleichen                       |
| Gemkenthal                | Clausthal-Zellerfeld           |
| Georgenberg               | Goslar                         |
| Georgsfeld                | Aurich                         |
| Georgsheil                | Südbrookmerland                |
| Gerblingerode             | Duderstadt                     |
| Geringhusen               | Freren                         |
| Germershausen             | Rollshausen                    |
| Gerstenbüttel             | Müden                          |
| Gerzen                    | Alfeld (Leine)                 |
| Gesmold                   | Melle                          |
| Gestorf                   | Springe                        |
| Geversdorf                | Cadenberge                     |
| Geveshausen               | Dötlingen                      |
| Gielau                    | Schnega                        |
| Gielde                    | Schladen-Werla                 |
| Gierswalde                | Uslar                          |
| Giesen (Ortschaft)        | Giesen                         |
| Giften                    | Sarstedt                       |
| Gildehaus                 | Bad Bentheim                   |
| Gillersheim               | Katlenburg-Lindau              |
| Gilzum                    | Evessen                        |
| Gimte                     | Hann. Münden                   |
| Gistenbeck                | Clenze                         |
| Gittelde                  | Bad Grund (Harz)               |
| Gitter                    | Salzgitter                     |
| Gladebeck                 | Hardegsen                      |
| Glashütte                 | Lamspringe                     |
| Gledeberg                 | Schnega                        |
| Gleidingen                | Laatzen                        |
| Glentorf                  | Königslutter am Elm            |
| Glieneitz                 | Zernien                        |
| Glienitz                  | Neu Darchau                    |
| Glüsingen                 | Seevetal                       |
| Gockenholz                | Lachendorf                     |
| Godensholt                | Apen                           |
| Göddenstedt               | Rosche                         |
| Gödestorf                 | Syke                           |
| Gödringen                 | Sarstedt                       |
| Gohlau                    | Waddeweitz                     |
| Gohlefanz                 | Clenze                         |
| Göhr                      | Schnega                        |
| Goldbeck                  | Rinteln                        |
| Gollau                    | Lüchow (Wendland)              |
| Göttien                   | Küsten                         |
| Göttingerode              | Bad Harzburg                   |
| Govelin                   | Göhrde                         |
| Grabau                    | Hitzacker (Elbe)               |
| Grabau                    | Suhlendorf                     |
| Grabow                    | Lüchow (Wendland)              |
| Grad                      | Dötlingen                      |
| Grafeld                   | Berge                          |
| Grafelde                  | Sibbesse                       |
| Granstedt                 | Clenze                         |
| Grasdorf                  | Holle                          |
| Grasdorf                  | Neuenhaus                      |
| Grassel                   | Meine                          |
| Graste                    | Lamspringe                     |
| Grave                     | Brevörde                       |
| Gravenhorst               | Meine                          |
| Greene                    | Einbeck                        |
| Greetsiel                 | Krummhörn                      |
| Gremsheim                 | Bad Gandersheim                |
| Gretenberg                | Sehnde                         |
| Grießem                   | Aerzen                         |
| Grimersum                 | Krummhörn                      |
| Grindau                   | Schwarmstedt                   |
| Grippel                   | Langendorf (Elbe)              |
| Gristede                  | Wiefelstede                    |
| Groden                    | Cuxhaven                       |
| Grohnde                   | Emmerthal                      |
| Grone                     | Göttingen                      |
| Groothusen                | Krummhörn                      |
| Groß Berkel               | Aerzen                         |
| Groß Breese               | Trebel (Wendland)              |
| Groß Brunsrode            | Lehre                          |
| Groß Bülten               | Ilsede                         |
| Groß Döhren               | Liebenburg                     |
| Groß Düngen               | Bad Salzdetfurth               |
| Groß Eilstorf             | Walsrode                       |
| Groß Elbe                 | Elbe                           |
| Groß Ellenberg            | Suhlendorf                     |
| Groß Ellershausen         | Göttingen                      |
| Groß Escherde             | Nordstemmen                    |
| Groß Förste               | Giesen                         |
| Groß Fullen               | Meppen                         |
| Groß Gleidingen           | Vechelde                       |
| Groß Heere                | Heere                          |
| Groß Hegesdorf            | Apelern                        |
| Groß Hehlen               | Celle                          |
| Groß Henstedt             | Bassum                         |
| Groß Hesebeck             | Bad Bevensen                   |
| Groß Himstedt             | Söhlde                         |
| Groß Ilde                 | Bockenem                       |
| Groß Ilsede               | Ilsede                         |
| Groß Lafferde             | Ilsede                         |
| Groß Lengden              | Gleichen                       |
| Groß Lessen               | Sulingen                       |
| Groß Liedern              | Uelzen                         |
| Groß Lobke                | Algermissen                    |
| Groß Mackenstedt          | Stuhr                          |
| Groß Mahner               | Salzgitter                     |
| Groß Malchau              | Stoetze                        |
| Groß Midlum               | Hinte                          |
| Groß-Moor                 | Seevetal                       |
| Groß Pretzier             | Wrestedt                       |
| Groß Ringmar              | Bassum                         |
| Groß Sisbeck              | Groß Twülpstedt                |
| Groß Steinum              | Königslutter am Elm            |
| Groß Stöckheim            | Wolfenbüttel                   |
| Groß Süstedt              | Gerdau                         |
| Groß Thondorf             | Himbergen                      |
| Groß Wittfeitzen          | Waddeweitz                     |
| Großenhain                | Geestland                      |
| Großenrode                | Moringen                       |
| Großenwieden              | Hessisch Oldendorf             |
| Großer Sand               | Geeste                         |
| Großwitzeetze             | Lemgow                         |
| Grünenplan                | Delligsen                      |
| Grupenhagen               | Aerzen                         |
| Gudendorf                 | Cuxhaven                       |
| Gühlitz                   | Küsten                         |
| Guhreitzen                | Clenze                         |
| Gülden                    | Zernien                        |
| Gümmer                    | Seelze                         |
| Gummern                   | Schnackenburg                  |
| Gümse                     | Dannenberg (Elbe)              |
| Güntersen                 | Adelebsen                      |
| Gustedt                   | Elbe                           |
| Gut Nienrode              | Salzgitter                     |
| Gut Nortenhof             | Salzgitter                     |
| Haar                      | Amt Neuhaus                    |
| Habighorst                | Eschede                        |
| Hachenhausen              | Bad Gandersheim                |
| Hachmühlen                | Bad Münder am Deister          |
| Hachum                    | Evessen                        |
| Hackenstedt               | Holle                          |
| Hageberg                  | Wolfsburg                      |
| Hagelshoek                | Bad Bentheim                   |
| Hagen                     | Bergen                         |
| Hagen                     | Neustadt am Rübenberge         |
| Hagen                     | Stade                          |
| Hagenohsen                | Emmerthal                      |
| Hahausen                  | Langelsheim                    |
| Hahndorf                  | Goslar                         |
| Hahnenklee-Bockswiese     | Goslar                         |
| Hahnenknoop               | Loxstedt                       |
| Hahn-Lehmden              | Rastede                        |
| Haidhäuser                | Dötlingen                      |
| Haieshausen               | Einbeck                        |
| Haimar                    | Sehnde                         |
| Hainmühlen                | Geestland                      |
| Hajen                     | Emmerthal                      |
| Halchter                  | Wolfenbüttel                   |
| Halen                     | Emstek                         |
| Hallendorf                | Salzgitter                     |
| Hallensen                 | Einbeck                        |
| Hallerburg                | Nordstemmen                    |
| Halligdorf                | Uelzen                         |
| Hallstedt                 | Bassum                         |
| Halmern                   | Wietzendorf                    |
| Halsbek                   | Westerstede                    |
| Halstrup                  | Westerstede                    |
| Halvestorf                | Hameln                         |
| Hamborg                   | Wrestedt                       |
| Hambrock                  | Uelzen                         |
| Hämelerwald               | Lehrte                         |
| Hamelspringe              | Bad Münder am Deister          |
| Hamerstorf                | Suderburg                      |
| Hammenstedt               | Northeim                       |
| Hammesdamm                | Lastrup                        |
| Hamstrup                  | Lastrup                        |
| Hamwiede                  | Walsrode                       |
| Handorf                   | Peine                          |
| Hänigsen                  | Uetze                          |
| Hansen                    | Uelzen                         |
| Hanstedt II               | Uelzen                         |
| Harbarnsen                | Lamspringe                     |
| Harber                    | Hohenhameln                    |
| Harber                    | Soltau                         |
| Harderode                 | Coppenbrügge                   |
| Harkebrügge               | Barßel                         |
| Harkenbleck               | Hemmingen                      |
| Harlingen                 | Hitzacker (Elbe)               |
| Harlingerode              | Bad Harzburg                   |
| Harpe                     | Schnega                        |
| Harrendorf                | Hagen im Bremischen            |
| Harriehausen              | Bad Gandersheim                |
| Harriersand               | Schwanewede                    |
| Harste                    | Bovenden                       |
| Harsweg                   | Emden                          |
| Harvesse                  | Wendeburg                      |
| Hary                      | Bockenem                       |
| Hasede                    | Giesen                         |
| Hasperde                  | Bad Münder am Deister          |
| Hassel                    | Bergen                         |
| Hastenbeck                | Hameln                         |
| Hatshausen                | Moormerland                    |
| Havelse                   | Garbsen                        |
| Haverbeck                 | Damme                          |
| Haverbeck                 | Hameln                         |
| Haxtum                    | Aurich                         |
| Heckenbeck                | Bad Gandersheim                |
| Hedemünden                | Hann. Münden                   |
| Hedwigsburg               | Kissenbrück                    |
| Heede                     | Diepholz                       |
| Heerstedt                 | Beverstedt                     |
| Heersum                   | Holle                          |
| Heerte                    | Salzgitter                     |
| Heeßel                    | Hemmoor                        |
| Hehlentor                 | Celle                          |
| Heiligendorf              | Wolfsburg                      |
| Heiligenfelde             | Syke                           |
| Heiligenloh               | Twistringen                    |
| Heiligenrode              | Stuhr                          |
| Heilshorn                 | Osterholz-Scharmbeck           |
| Heimerode                 | Liebenburg                     |
| Heinde                    | Bad Salzdetfurth               |
| Heine                     | Hagen im Bremischen            |
| Heinfelde                 | Friesoythe                     |
| Heinsen                   | Eime                           |
| Heinum                    | Gronau (Leine)                 |
| Heise                     | Beverstedt                     |
| Heisede                   | Sarstedt                       |
| Heißum                    | Liebenburg                     |
| Helle                     | Bad Zwischenahn                |
| Hellendorf                | Wedemark                       |
| Hellental                 | Heinade                        |
| Helmscherode              | Bad Gandersheim                |
| Helmstorf                 | Seevetal                       |
| Helte                     | Meppen                         |
| Helstorf                  | Neustadt am Rübenberge         |
| Hemeln                    | Hann. Münden                   |
| Hemeringen                | Hessisch Oldendorf             |
| Hemkenrode                | Cremlingen                     |
| Hemmelte                  | Lastrup                        |
| Hemmendorf                | Salzhemmendorf                 |
| Hemmingen-Westerfeld      | Hemmingen                      |
| Hemsen                    | Meppen                         |
| Hengstforde               | Apen                           |
| Henneckenrode             | Holle                          |
| Henstedt                  | Syke                           |
| Herberhausen              | Göttingen                      |
| Herbrum                   | Papenburg                      |
| Hermannsburg              | Südheide                       |
| Herrenhausen              | Wiefelstede                    |
| Herrentor                 | Emden                          |
| Herrhausen am Harz        | Seesen                         |
| Hesedorf                  | Bremervörde                    |
| Hesedorf                  | Gyhum                          |
| Hesepe                    | Bramsche                       |
| Hesepe                    | Geeste                         |
| Hesepe                    | Nordhorn                       |
| Hespenbusch               | Großenkneten                   |
| Hestrup                   | Handrup                        |
| Hestrup                   | Nordhorn                       |
| Heßlingen                 | Hessisch Oldendorf             |
| Heßlingen                 | Wolfsburg                      |
| Hetendorf                 | Südheide                       |
| Hetjershausen             | Göttingen                      |
| Hettensen                 | Hardegsen                      |
| Hetthorn                  | Loxstedt                       |
| Heuerstorf                | Soltendieck                    |
| Hevensen                  | Hardegsen                      |
| Heyersum                  | Nordstemmen                    |
| Hiddestorf                | Hemmingen                      |
| Hiddingen                 | Visselhövede                   |
| Hilkerode                 | Duderstadt                     |
| Hilligsfeld               | Hameln                         |
| Hilten                    | Neuenhaus                      |
| Hilwartshausen            | Hann. Münden                   |
| Himmelreich               | Neustadt am Rübenberge         |
| Himmelsthür               | Hildesheim                     |
| Hinrichsfehn              | Wiesmoor                       |
| Hittfeld                  | Seevetal                       |
| Höckelheim                | Northeim                       |
| Hockeln                   | Bad Salzdetfurth               |
| Hockensberg               | Dötlingen                      |
| Höfer                     | Eschede                        |
| Hogenbögen                | Visbek                         |
| Hohegeiß                  | Braunlage                      |
| Hohenassel                | Burgdorf                       |
| Hohenbostel               | Barsinghausen                  |
| Hohenbüchen               | Delligsen                      |
| Hoheneggelsen             | Söhlde                         |
| Hohenkörben               | Nordhorn                       |
| Hohenhorster Bauerschaft  | Isernhagen                     |
| Hohenrode                 | Rinteln                        |
| Hohenrode                 | Salzgitter                     |
| Hohenstein                | Wolfsburg                      |
| Hohenvolkfien             | Waddeweitz                     |
| Hohenzethen               | Stoetze                        |
| Hoiersdorf                | Schöningen                     |
| Holdenstedt               | Uelzen                         |
| Hollage                   | Wallenhorst                    |
| Hollen                    | Beverstedt                     |
| Hollige                   | Walsrode                       |
| Hollwedel                 | Bassum                         |
| Hollwege                  | Westerstede                    |
| Holt und Haar             | Bad Bentheim                   |
| Holte                     | Loxstedt                       |
| Holte-Lastrup             | Lähden                         |
| Holte-Spangen             | Cuxhaven                       |
| Holtensen                 | Einbeck                        |
| Holtensen                 | Göttingen                      |
| Holtensen                 | Hameln                         |
| Holtershausen             | Einbeck                        |
| Holthusen I               | Wriedel                        |
| Holthusen II              | Gerdau                         |
| Höltinghausen             | Emstek                         |
| Holtorf                   | Colnrade                       |
| Holtorf                   | Nienburg/Weser                 |
| Holtorf                   | Schnackenburg                  |
| Holtorf                   | Thedinghausen                  |
| Holtorfsloh               | Seevetal                       |
| Holtgaste                 | Jemgum                         |
| Holthausen                | Meppen                         |
| Holthusen I               | Wriedel                        |
| Höltinghausen             | Emstek                         |
| Holtrop                   | Großefehn                      |
| Holtum (Geest)            | Kirchlinteln                   |
| Holxen                    | Suderburg                      |
| Holzdorf                  | Berumbur                       |
| Holzerode                 | Ebergötzen                     |
| Holzhausen                | Georgsmarienhütte              |
| Holßel                    | Geestland                      |
| Hönau-Lindorf             | Bremervörde                    |
| Hondelage                 | Braunschweig                   |
| Honerdingen               | Walsrode                       |
| Hönnersum                 | Harsum                         |
| Hönze                     | Sibbesse                       |
| Hoope                     | Hagen im Bremischen            |
| Hoopte                    | Winsen (Luhe)                  |
| Hordorf                   | Cremlingen                     |
| Horst                     | Seevetal                       |
| Horstedt                  | Thedinghausen                  |
| Hörsten                   | Seevetal                       |
| Hörsum                    | Alfeld (Leine)                 |
| Hösseringen               | Suderburg                      |
| Hotteln                   | Sarstedt                       |
| Hötzingen                 | Soltau                         |
| Hötzum                    | Sickte                         |
| Höver                     | Sehnde                         |
| Höver                     | Weste                          |
| Hoyershausen              | Duingen                        |
| Hüddessum                 | Harsum                         |
| Huddestorf                | Raddestorf                     |
| Hüllenerfehn              | Ihlow                          |
| Hullenhausen              | Wiefelstede                    |
| Hullersen                 | Einbeck                        |
| Hülsenmoor                | Essen (Oldenburg)              |
| Hundsmühlen               | Wardenburg                     |
| Hunteburg                 | Bohmte                         |
| Hüntel                    | Meppen                         |
| Huntlosen                 | Großenkneten                   |
| Hunzen                    | Halle                          |
| Hünzingen                 | Walsrode                       |
| Hüpede                    | Pattensen                      |
| Hüsede                    | Bad Essen                      |
| Hustedt                   | Celle                          |
| Hüttenbusch               | Worpswede                      |
| Hymendorf                 | Geestland                      |
| Iber                      | Einbeck                        |
| Iddensen                  | Rosengarten                    |
| Idsingen                  | Walsrode                       |
| Ihlowerfehn               | Ihlow                          |
| Ihlowerhörn               | Ihlow                          |
| Ihlpohl                   | Ritterhude                     |
| Ihrhove                   | Westoverledingen               |
| Ildehausen                | Seesen                         |
| Ilten                     | Sehnde                         |
| Imbsen                    | Niemetal                       |
| Imbshausen                | Northeim                       |
| Immendorf                 | Salzgitter                     |
| Immenrode                 | Goslar                         |
| Immensen                  | Einbeck                        |
| Immingerode               | Duderstadt                     |
| Imsen                     | Alfeld (Leine)                 |
| Imsum                     | Geestland                      |
| Ingeleben                 | Söllingen                      |
| Ingeln-Oesselse           | Laatzen                        |
| Ippensen                  | Einbeck                        |
| Ipwege                    | Rastede                        |
| Irmenseul                 | Lamspringe                     |
| Ischenrode                | Gleichen                       |
| Iselersheim               | Bremervörde                    |
| Iserloy                   | Dötlingen                      |
| Isingerode                | Schladen-Werla                 |
| Issendorf                 | Harsefeld                      |
| Jabel                     | Lüchow (Wendland)              |
| Jacobidrebber             | Drebber                        |
| Jardinghausen             | Syke                           |
| Jarlingen                 | Walsrode                       |
| Jarlitz                   | Oetzen                         |
| Jarnsen                   | Lachendorf                     |
| Jarßum                    | Emden                          |
| Jeddeloh I                | Edewecht                       |
| Jeddeloh II               | Edewecht                       |
| Jeddingen                 | Visselhövede                   |
| Jeebel                    | Weyhe                          |
| Jeetzel                   | Lüchow (Wendland)              |
| Jennelt                   | Krummhörn                      |
| Jerstedt                  | Goslar                         |
| Jerze                     | Bockenem                       |
| Jettebruch                | Bad Fallingbostel              |
| Jheringsfehn              | Moormerland                    |
| Jiggel                    | Bergen an der Dumme            |
| Jürgenohl                 | Goslar                         |
| Kaarßen                   | Amt Neuhaus                    |
| Kacherien                 | Langendorf (Elbe)              |
| Kahlstorf                 | Wrestedt                       |
| Kähmen                    | Hitzacker (Elbe)               |
| Kaierde                   | Delligsen                      |
| Kakau                     | Soltendieck                    |
| Kallenbrock               | Wrestedt                       |
| Kaltenhof                 | Langendorf (Elbe)              |
| Kamerun                   | Damnatz                        |
| Kammerborn                | Uslar                          |
| Kamperfehn                | Friesoythe                     |
| Kapern                    | Schnackenburg                  |
| Karmitz                   | Küsten                         |
| Kassau                    | Clenze                         |
| Kassebruch                | Hagen im Bremischen            |
| Kästorf                   | Gifhorn                        |
| Kästorf                   | Wolfsburg                      |
| Katemin                   | Neu Darchau                    |
| Katensen                  | Uetze                          |
| Kattien                   | Soltendieck                    |
| Katzien                   | Rosche                         |
| Kayhausen                 | Bad Zwischenahn                |
| Kayhauserfeld             | Bad Zwischenahn                |
| Kemnade                   | Bodenwerder                    |
| Kerstlingerode            | Gleichen                       |
| Kettenburg                | Visselhövede                   |
| Kirchberg                 | Seesen                         |
| Kirchboitzen              | Walsrode                       |
| Kirchdorf                 | Aurich                         |
| Kirchhorst                | Isernhagen                     |
| Kircher Bauerschaft       | Isernhagen                     |
| Kirchohsen                | Emmerthal                      |
| Kirchwehren               | Seelze                         |
| Kirchweyhe                | Uelzen                         |
| Kirchwistedt              | Beverstedt                     |
| Klattenhof                | Dötlingen                      |
| Klausheide                | Nordhorn                       |
| Klautze                   | Trebel (Wendland)              |
| Kleefeld                  | Edewecht                       |
| Klein Amerika             | Wietzendorf                    |
| Klein Berkel              | Hameln                         |
| Klein Bollensen           | Wrestedt                       |
| Klein Breese              | Woltersdorf (Wendland)         |
| Klein Brunsrode           | Lehre                          |
| Klein Düngen              | Bad Salzdetfurth               |
| Klein Eilstorf            | Walsrode                       |
| Klein Elbe                | Elbe                           |
| Klein Escherde            | Nordstemmen                    |
| Klein Fullen              | Meppen                         |
| Klein-Faldern             | Emden                          |
| Klein Förste              | Harsum                         |
| Klein Gleidingen          | Vechelde                       |
| Klein Heere               | Heere                          |
| Klein Hehlen              | Celle                          |
| Klein Heide               | Dannenberg (Elbe)              |
| Klein Himstedt            | Söhlde                         |
| Klein Ilde                | Bockenem                       |
| Klein Ilsede              | Ilsede                         |
| Klein Lafferde            | Lengede                        |
| Klein Lengden             | Gleichen                       |
| Klein Liedern             | Uelzen                         |
| Klein Lobke               | Sehnde                         |
| Klein London              | Wrestedt                       |
| Klein Mahner              | Liebenburg                     |
| Klein-Moor                | Seevetal                       |
| Klein Schneen             | Friedland (Niedersachsen)      |
| Klein Süntel              | Bad Münder am Deister          |
| Klein Süstedt             | Uelzen                         |
| Klein Wiershausen         | Rosdorf                        |
| Klein Witzeetze           | Küsten                         |
| Kleinenwieden             | Hessisch Oldendorf             |
| Kleinheide                | Berumbur                       |
| Klieversberg              | Wolfsburg                      |
| Klint                     | Hechthausen                    |
| Kneheim                   | Lastrup                        |
| Knesebeck                 | Wittingen                      |
| Knutbühren                | Göttingen                      |
| Köchingen                 | Vechelde                       |
| Köhlen                    | Geestland                      |
| Köhlen                    | Luckau (Wendland)              |
| Kohlenbach                | Bergen                         |
| Kohlenstädt               | Rinteln                        |
| Kohnsen                   | Einbeck                        |
| Kolborn                   | Lüchow (Wendland)              |
| Koldingen                 | Pattensen                      |
| Könau                     | Wrestedt                       |
| Königsdahlum              | Bockenem                       |
| Königskrug                | Braunlage                      |
| Kranenburg                | Kranenburg                     |
| Krankenhagen              | Rinteln                        |
| Kransburg                 | Wurster Nordseeküste           |
| Krapendorf                | Cloppenburg                    |
| Krautze                   | Lüchow (Wendland)              |
| Kreiensen                 | Einbeck                        |
| Kreipke                   | Halle                          |
| Krelingen                 | Walsrode                       |
| Kremlin                   | Luckau (Wendland)              |
| Krempel                   | Geestland                      |
| Kriwitz                   | Lemgow                         |
| Kroge                     | Walsrode                       |
| Kroge-Ehrendorf           | Lohne                          |
| Kroetze                   | Wrestedt                       |
| Kroetzmühle               | Wrestedt                       |
| Krückeberg                | Hessisch Oldendorf             |
| Krummasel                 | Küsten                         |
| Krusendorf                | Amt Neuhaus                    |
| Kuckstorf                 | Bad Bodenteich                 |
| Kührstedt                 | Geestland                      |
| Kükenmoor                 | Kirchlinteln                   |
| Künsche                   | Lüchow (Wendland)              |
| Kussebode                 | Clenze                         |
| Kuventhal                 | Einbeck                        |
| Laagberg                  | Wolfsburg                      |
| Laasche                   | Gartow                         |
| Laase                     | Langendorf (Elbe)              |
| Lachem                    | Hessisch Oldendorf             |
| Lachtehausen              | Celle                          |
| Laderholz                 | Neustadt am Rübenberge         |
| Lagershausen              | Northeim                       |
| Lagesbüttel               | Schwülper                      |
| Lahausen                  | Weyhe                          |
| Lamme                     | Braunschweig                   |
| Landegge                  | Haren (Ems)                    |
| Landwehr                  | Freden (Leine)                 |
| Landwehr                  | Peine                          |
| Landwehrhagen             | Staufenberg                    |
| Langefeld                 | Aurich                         |
| Langen                    | Geestland                      |
| Langenbrügge              | Lüder                          |
| Langenholzen              | Alfeld (Leine)                 |
| Langförden                | Vechta                         |
| Langenhagen               | Duderstadt                     |
| Langenholtensen           | Northeim                       |
| Langholt                  | Rhauderfehn und Ostrhauderfehn |
| Lanhausen                 | Loxstedt                       |
| Lanze                     | Prezelle                       |
| Larrelt                   | Emden                          |
| Latferde                  | Emmerthal                      |
| Laubach                   | Hann. Münden                   |
| Laubhütte                 | Bad Grund (Harz)               |
| Lauenberg                 | Dassel                         |
| Lauenstein                | Salzhemmendorf                 |
| Lauingen                  | Königslutter am Elm            |
| Laumühlen                 | Hechthausen                    |
| Lautenthal                | Langelsheim                    |
| Lavelsloh                 | Diepenau                       |
| Laven                     | Schiffdorf                     |
| Laxten                    | Lingen (Ems)                   |
| Lebenstedt                | Salzgitter                     |
| Lechstedt                 | Bad Salzdetfurth               |
| Lechtingen                | Wallenhorst                    |
| Leerort                   | Leer                           |
| Leeste                    | Weyhe                          |
| Lefitz                    | Clenze                         |
| Lehmdermoor               | Rastede                        |
| Lehmke                    | Wrestedt                       |
| Lehndorf                  | Braunschweig                   |
| Lehnstedt                 | Hagen im Bremischen            |
| Leinde                    | Wolfenbüttel                   |
| Leisten                   | Schnega                        |
| Leitzingen                | Soltau                         |
| Lelm                      | Königslutter am Elm            |
| Lemmie                    | Gehrden                        |
| Lemshausen                | Rosdorf                        |
| Lengde                    | Goslar                         |
| Lenglern                  | Bovenden                       |
| Lensian                   | Wustrow (Wendland)             |
| Lenthe                    | Gehrden                        |
| Lerbach                   | Osterode am Harz               |
| Lesse                     | Salzgitter                     |
| Lesumstotel               | Ritterhude                     |
| Letter                    | Seelze                         |
| Levedagsen                | Salzhemmendorf                 |
| Leveste                   | Gehrden                        |
| Leybuchtpolder            | Norden                         |
| Lichtenberg               | Salzgitter                     |
| Lichtenborn               | Hardegsen                      |
| Liedingen                 | Vechelde                       |
| Liepe                     | Trebel (Wendland)              |
| Liepehöfen                | Dannenberg (Elbe)              |
| Limmer                    | Alfeld (Leine)                 |
| Lindau                    | Katlenburg-Lindau              |
| Linden                    | Wolfenbüttel                   |
| Lindern                   | Sulingen                       |
| Lindhorst                 | Seevetal                       |
| Lindloh                   | Haren (Ems)                    |
| Linne                     | Bad Essen                      |
| Linnenkamp                | Wangelnstedt                   |
| Linse                     | Bodenwerder                    |
| Lintelermarsch            | Norden                         |
| Lintig                    | Geestland                      |
| Lintorf                   | Bad Essen                      |
| Lippoldshausen            | Hann. Münden                   |
| Listringen                | Bad Salzdetfurth               |
| Littel                    | Wardenburg                     |
| Lobmachtersen             | Salzgitter                     |
| Loccum                    | Rehburg-Loccum                 |
| Lochtum                   | Goslar                         |
| Lodbergen                 | Löningen                       |
| Lödingsen                 | Adelebsen                      |
| Loga                      | Leer                           |
| Logabirum                 | Leer                           |
| Loge                      | Lüchow (Wendland)              |
| Logumer Vorwerk           | Emden                          |
| Lohe                      | Hagen im Bremischen            |
| Lohne                     | Wietmarschen                   |
| Lohnerbruch               | Wietmarschen                   |
| Lomitz                    | Prezelle                       |
| Lonau                     | Herzberg am Harz               |
| Loog                      | Juist                          |
| Loppersum                 | Hinte                          |
| Loquard                   | Krummhörn                      |
| Löwenhagen                | Niemetal                       |
| Lübbertsfehn              | Ihlow                          |
| Lübbrechtsen              | Duingen                        |
| Lübeln                    | Küsten                         |
| Lucklum                   | Erkerode                       |
| Lüdingen                  | Visselhövede                   |
| Lüdingworth               | Cuxhaven                       |
| Ludolfshausen             | Friedland                      |
| Ludwigsdorf               | Ihlow                          |
| Lüggau                    | Dannenberg (Elbe)              |
| Lühnde                    | Algermissen                    |
| Lührsbockel               | Wietzendorf                    |
| Lunestedt                 | Beverstedt                     |
| Lunsen                    | Thedinghausen                  |
| Lüntorf                   | Emmerthal                      |
| Lüsen                     | Lüchow (Wendland)              |
| Lütenthien                | Schnega                        |
| Lütgenade                 | Bevern                         |
| Lütgenhausen              | Rhumspringe                    |
| Lütgenholzen              | Alfeld (Leine)                 |
| Lütgenrode                | Nörten-Hardenberg              |
| Luthe                     | Wunstorf                       |
| Lüthorst                  | Dassel                         |
| Lutter am Barenberge      | Langelsheim                    |
| Lutterberg                | Staufenberg                    |
| Lutterhausen              | Hardegsen                      |
| Lutterloh                 | Südheide                       |
| Luttmersen                | Neustadt am Rübenberge         |
| Luttringhausen            | Bad Münder am Deister          |
| Luttrum                   | Holle                          |
| Machtsum                  | Harsum                         |
| Mackenrode                | Landolfshausen                 |
| Mackensen                 | Dassel                         |
| Magelsen                  | Hilgermissen                   |
| Mahlerten                 | Nordstemmen                    |
| Mahlum                    | Bockenem                       |
| Maihausen                 | Loxstedt                       |
| Malbergen                 | Georgsmarienhütte              |
| Mammoißel                 | Luckau (Wendland)              |
| Mandelsloh                | Neustadt am Rübenberge         |
| Mansie-Lindern            | Westerstede                    |
| Manslagt                  | Krummhörn                      |
| Marbostel                 | Soltau                         |
| Marbostel                 | Wietzendorf                    |
| Marcardsmoor              | Wiesmoor                       |
| Mardorf                   | Neustadt am Rübenberge         |
| Marienau                  | Coppenbrügge                   |
| Mariendrebber             | Drebber                        |
| Mariengarten              | Rosdorf                        |
| Marienhagen               | Duingen                        |
| Mariensee                 | Neustadt am Rübenberge         |
| Marienwehr                | Emden                          |
| Marke                     | Osterode am Harz               |
| Markhausen                | Friesoythe                     |
| Marleben                  | Trebel (Wendland)              |
| Marschkamp                | Geestland                      |
| Masbrock                  | Römstedt                       |
| Maschen                   | Seevetal                       |
| Masendorf                 | Uelzen                         |
| Mattierzoll               | Winnigstedt                    |
| Mechtshausen              | Seesen                         |
| Meckelfeld                | Seevetal                       |
| Meckelstedt               | Geestland                      |
| Medingen                  | Bad Bevensen                   |
| Meensen                   | Scheden                        |
| Meerdorf                  | Wendeburg                      |
| Meetschow                 | Gorleben                       |
| Mehedorf                  | Bremervörde                    |
| Mehle                     | Elze                           |
| Mehre                     | Uelzen                         |
| Mehrenkamp                | Friesoythe                     |
| Mehringen                 | Hilgermissen                   |
| Mehrum                    | Hohenhameln                    |
| Meimerhausen              | Freden (Leine)                 |
| Meinbrexen                | Lauenförde                     |
| Meinern                   | Soltau                         |
| Meinholz                  | Meine                          |
| Meinkot                   | Velpke                         |
| Meißendorf                | Winsen (Aller)                 |
| Melchiorshausen           | Weyhe                          |
| Mengebostel               | Bad Fallingbostel              |
| Mengershausen             | Rosdorf                        |
| Meppen-Neustadt           | Meppen                         |
| Merxhausen                | Heinade                        |
| Metel                     | Neustadt am Rübenberge         |
| Metjendorf                | Wiefelstede                    |
| Metzendorf                | Seevetal                       |
| Meuchefitz                | Küsten                         |
| Meußließen                | Clenze                         |
| Mevenstedt                | Worpswede                      |
| Middefeitz                | Zernien                        |
| Middelburg                | Aurich                         |
| Middels                   | Aurich                         |
| Middoge                   | Wangerland                     |
| Midlum                    | Jemgum                         |
| Midlum                    | Wurster Nordseeküste           |
| Mielenhausen              | Hann. Münden                   |
| Mienenbüttel              | Neu Wulmstorf                  |
| Mingerode                 | Duderstadt                     |
| Minsen                    | Wangerland                     |
| Minstedt                  | Bremervörde                    |
| Misselwarden              | Wurster Nordseeküste           |
| Mittegroßefehn            | Großefehn                      |
| Mittelrode                | Springe                        |
| Mittelschulenberg         | Clausthal-Zellerfeld           |
| Mittelstendorf            | Soltau                         |
| Mödesse                   | Edemissen                      |
| Moide                     | Soltau                         |
| Mollberg                  | Wiefelstede                    |
| Möllenbeck                | Rinteln                        |
| Mollenfelde               | Friedland                      |
| Möllensen                 | Sibbesse                       |
| Mölme                     | Söhlde                         |
| Molzen                    | Uelzen                         |
| Mönchevahlberg            | Dettum                         |
| Moorburg                  | Westerstede                    |
| Moordorf                  | Südbrookmerland                |
| Moorhusen                 | Südbrookmerland                |
| Moorlage                  | Großefehn                      |
| Moorwarfen                | Jever                          |
| Mörsen                    | Twistringen                    |
| Morsum                    | Thedinghausen                  |
| Müden                     | Faßberg                        |
| Müggenburg                | Lüchow (Wendland)              |
| Mühlen                    | Steinfeld                      |
| Mühlenberg                | Holzminden                     |
| Mullberg                  | Wiesmoor                       |
| Müllingen                 | Sehnde                         |
| Mulsum                    | Wurster Nordseeküste           |
| Münchehof                 | Seesen                         |
| Mundersum                 | Lingen (Ems)                   |
| Münkeboe                  | Südbrookmerland                |
| Münstedt                  | Ilsede                         |
| Müssingen                 | Soltendieck                    |
| Mützen                    | Clenze                         |
| Naensen                   | Einbeck                        |
| Nartum                    | Gyhum                          |
| Nateln                    | Rosche                         |
| Natenstedt                | Twistringen                    |
| Nauden                    | Luckau (Wendland)              |
| Nauen                     | Langelsheim                    |
| Naulitz                   | Küsten                         |
| Nebenstedt                | Dannenberg (Elbe)              |
| Neermoor                  | Moormerland                    |
| Neerstedt                 | Dötlingen                      |
| Negenborn                 | Einbeck                        |
| Nemitz                    | Trebel (Wendland)              |
| Nendorf                   | Stolzenau                      |
| Nenndorf                  | Bruchhausen-Vilsen             |
| Nenndorf                  | Papenburg                      |
| Nesse                     | Dornum                         |
| Nesse                     | Loxstedt                       |
| Nesselröden               | Duderstadt                     |
| Nestau                    | Suhlendorf                     |
| Nette                     | Bockenem                       |
| Nettelkamp                | Wrestedt                       |
| Nettelrede                | Bad Münder am Deister          |
| Nettlingen                | Söhlde                         |
| Netze                     | Lamspringe                     |
| Neubokel                  | Gifhorn                        |
| Neubruchhausen            | Bassum                         |
| Neubrück                  | Wendeburg                      |
| Neudorf-Platendorf        | Sassenburg                     |
| Neuekrug                  | Langelsheim                    |
| Neuenburg                 | Zetel                          |
| Neuenkirchen              | Liebenburg                     |
| Neuenlande                | Herzlake                       |
| Neuenlande                | Loxstedt                       |
| Neuenwalde                | Geestland                      |
| Neuerkerode               | Sickte                         |
| Neu Garge                 | Amt Neuhaus                    |
| Neugnadenfeld             | Ringe                          |
| Neuhaus (Elbe)            | Amt Neuhaus                    |
| Neuhaus                   | Wolfsburg                      |
| Neuhaus im Solling        | Holzminden                     |
| Neuhof                    | Bad Sachsa                     |
| Neuhof                    | Lamspringe                     |
| Neuhütte                  | Bad Grund (Harz)               |
| Neuölsburg                | Ilsede                         |
| Neurhede                  | Rhede                          |
| Neu Sankt Jürgen          | Worpswede                      |
| Neuscharrel               | Friesoythe                     |
| Neustadt/Heese            | Celle                          |
| Neu Tramm                 | Dannenberg (Elbe)              |
| Neuvrees                  | Friesoythe                     |
| Neuwesteel                | Norden                         |
| Neßmersiel                | Dornum                         |
| Nieder Ochtenhausen       | Bremervörde                    |
| Niedergandern             | Friedland                      |
| Niedernjesa               | Friedland                      |
| Niedernstöcken            | Neustadt am Rübenberge         |
| Nieholte                  | Lastrup                        |
| Nienbergen                | Bergen an der Dumme            |
| Niendorf                  | Amt Neuhaus                    |
| Niendorf II               | Wrestedt                       |
| Nienhagen                 | Moringen                       |
| Nienhagen                 | Staufenberg                    |
| Nienover                  | Bodenfelde                     |
| Nienstedt                 | Bad Münder am Deister          |
| Nienstedt                 | Bassum                         |
| Nienstedt                 | Gronau (Leine)                 |
| Nienstedt                 | Osterode am Harz               |
| Nienwalde                 | Gartow                         |
| Nienwedel                 | Hitzacker (Elbe)               |
| Nienwohlde                | Wrestedt                       |
| Nievelitz                 | Stoetze                        |
| Nikolausberg              | Göttingen                      |
| Nikolausdorf              | Garrel                         |
| Nindorf                   | Bergen                         |
| Nindorf                   | Visselhövede                   |
| Nödike                    | Meppen                         |
| Nöpke                     | Neustadt am Rübenberge         |
| Nordassel                 | Burgdorf                       |
| Nordburg                  | Wienhausen                     |
| Norddeich                 | Norden                         |
| Nordel                    | Diepenau                       |
| Nordhelm                  | Norderney                      |
| Nordholz                  | Wurster Nordseeküste           |
| Nordkamp                  | Börger                         |
| Nordkampen                | Walsrode                       |
| Nordlohne                 | Wietmarschen                   |
| Nordsteimke               | Wolfsburg                      |
| Nordsulingen              | Sulingen                       |
| Nordwohlde                | Bassum                         |
| Northen                   | Gehrden                        |
| Norwegen                  | Lastrup                        |
| Nückel                    | Loxstedt                       |
| Nuttel                    | Dötlingen                      |
| Nüttermoor                | Leer                           |
| Nüxei                     | Bad Sachsa                     |
| Obenende                  | Papenburg                      |
| Oberg                     | Ilsede                         |
| Oberhütte                 | Bad Grund (Harz)               |
| Oberlethe                 | Wardenburg                     |
| Obernjesa                 | Rosdorf                        |
| Oberode                   | Hann. Münden                   |
| Oberschulenberg           | Clausthal-Zellerfeld           |
| Obershagen                | Uetze                          |
| Ochsendorf                | Königslutter am Elm            |
| Ochtelbur                 | Ihlow                          |
| Ockensen                  | Salzhemmendorf                 |
| Odagsen                   | Einbeck                        |
| Oderberg                  | Braunlage                      |
| Oderbrück                 | Braunlage                      |
| Oderhaus                  | Braunlage                      |
| Odertaler Sägemühle       | Braunlage                      |
| Oedelum                   | Schellerten                    |
| Oedesse                   | Edemissen                      |
| Oelber                    | Baddeckenstedt                 |
| Oelerse                   | Edemissen                      |
| Oeningen                  | Soltau                         |
| Oenigstedt                | Thedinghausen                  |
| Oerie                     | Pattensen                      |
| Oesede                    | Georgsmarienhütte              |
| Oetzendorf                | Weste                          |
| Ofen                      | Bad Zwischenahn                |
| Ofenerfeld                | Wiefelstede                    |
| Offen                     | Bergen                         |
| Offensen                  | Uslar                          |
| Offensen                  | Wienhausen                     |
| Offenwarden               | Hagen im Bremischen            |
| Offleben                  | Helmstedt                      |
| Ogenbargen                | Aurich                         |
| Ohe                       | Dötlingen                      |
| Ohlenbüttel               | Neu Wulmstorf                  |
| Ohlendorf                 | Hemmingen                      |
| Ohlendorf                 | Salzgitter                     |
| Ohlendorf                 | Seevetal                       |
| Ohlenrode                 | Freden (Leine)                 |
| Ohlenstedt                | Osterholz-Scharmbeck           |
| Ohlhof                    | Goslar                         |
| Ohnhorst                  | Meine                          |
| Ohof                      | Meinersen                      |
| Ohrdorf                   | Wittingen                      |
| Ohrwege                   | Bad Zwischenahn                |
| Okel                      | Syke                           |
| Oker                      | Goslar                         |
| Oldeborg                  | Südbrookmerland                |
| Oldendorf                 | Appel                          |
| Oldendorf                 | Salzhemmendorf                 |
| Oldendorf                 | Südheide                       |
| Oldenrode                 | Kalefeld                       |
| Oldenrode                 | Moringen                       |
| Oldenstadt                | Uelzen                         |
| Oldershausen              | Kalefeld                       |
| Oldersum                  | Moormerland                    |
| Oldorf                    | Wangerland                     |
| Olenhusen                 | Rosdorf                        |
| Ölper                     | Braunschweig                   |
| Ölsburg                   | Ilsede                         |
| Olxheim                   | Einbeck                        |
| Oppeln                    | Wingst                         |
| Opperhausen               | Einbeck                        |
| Oppershausen              | Wienhausen                     |
| Örshausen                 | Rosdorf                        |
| Ortshausen                | Bockenem                       |
| Orxhausen                 | Einbeck                        |
| Ossenfeld                 | Dransfeld                      |
| Ostdorf                   | Dornum                         |
| Ostendorf                 | Bremervörde                    |
| Ostenwalde                | Werlte                         |
| Osteraccum                | Stedesdorf                     |
| Osterbinde                | Bassum                         |
| Osterbrock                | Geeste                         |
| Osteressen                | Essen (Oldenburg)              |
| Osterfeine                | Damme                          |
| Osterhagen                | Bad Lauterberg im Harz         |
| Osterholz                 | Syke                           |
| Osterhusen                | Hinte                          |
| Osterlinde                | Salzgitter                     |
| Osterloog                 | Aurich                         |
| Ostermarsch               | Norden                         |
| Ostermoordorf             | Großheide                      |
| Osternburg                | Oldenburg                      |
| Osterndorf                | Beverstedt                     |
| Ostersander               | Ihlow                          |
| Ostersode                 | Worpswede                      |
| Osterwald                 | Garbsen                        |
| Osterwald                 | Salzhemmendorf                 |
| Osterwanna                | Wanna                          |
| Ostgroßefehn              | Großefehn                      |
| Ostharingen               | Liebenburg                     |
| Ostlutter                 | Langelsheim                    |
| Ostrittrum                | Dötlingen                      |
| Östrum                    | Bad Salzdetfurth               |
| Ost-Victorbur             | Victorbur                      |
| Otersen                   | Kirchlinteln                   |
| Othfresen                 | Liebenburg                     |
| Ottbergen                 | Schellerten                    |
| Otternhagen               | Neustadt am Rübenberge         |
| Otterstedt                | Ottersberg                     |
| Over                      | Seevetal                       |
| Overwarfe                 | Loxstedt                       |
| Padingbüttel              | Wurster Nordseeküste           |
| Pakens                    | Wangerland                     |
| Palandsmühle              | Langelsheim                    |
| Pannecke                  | Trebel (Wendland)              |
| Papenrode                 | Groß Twülpstedt                |
| Parensen                  | Nörten-Hardenberg              |
| Pattensen                 | Winsen (Luhe)                  |
| Peheim                    | Molbergen                      |
| Pehmertange               | Friesoythe                     |
| Penkefitz                 | Dannenberg (Elbe)              |
| Petersfehn                | Bad Zwischenahn                |
| Petkum                    | Emden                          |
| Petze                     | Sibbesse                       |
| Pevestorf                 | Höhbeck                        |
| Pewsum                    | Krummhörn                      |
| Pfalzdorf                 | Aurich                         |
| Pilsum                    | Krummhörn                      |
| Pirgo                     | Friesoythe                     |
| Pisselberg                | Dannenberg (Elbe)              |
| Plaggenburg               | Aurich                         |
| Plate                     | Lüchow (Wendland)              |
| Platjenwerbe              | Ritterhude                     |
| Plockhorst                | Edemissen                      |
| Plönjeshausen             | Bremervörde                    |
| Plumhof                   | Wedemark                       |
| Poggenhagen               | Neustadt am Rübenberge         |
| Pogum                     | Jemgum                         |
| Pöhlde                    | Herzberg                       |
| Poitzen                   | Faßberg                        |
| Polau                     | Rosche                         |
| Polier                    | Bodenfelde                     |
| Polstertaler Zechenhaus   | Clausthal-Zellerfeld           |
| Popens                    | Aurich                         |
| Port Arthur/Transvaal     | Emden                          |
| Portenhagen               | Dassel                         |
| Posthausen                | Ottersberg                     |
| Posthof                   | Liebenburg                     |
| Pötzen                    | Hessisch Oldendorf             |
| Potzwenden                | Landolfshausen                 |
| Prabstorf                 | Dannenberg (Elbe)              |
| Predöhl                   | Lemgow                         |
| Predöhlsau                | Dannenberg (Elbe)              |
| Pretzetze                 | Langendorf (Elbe)              |
| Prezier                   | Lemgow                         |
| Prießeck                  | Clenze                         |
| Prisser                   | Dannenberg (Elbe)              |
| Proitze                   | Schnega                        |
| Pudripp                   | Karwitz                        |
| Püggen                    | Luckau (Wendland)              |
| Pussade                   | Hitzacker (Elbe)               |
| Puttball                  | Lemgow                         |
| Pye                       | Osnabrück                      |
| Quarstedt                 | Neu Darchau                    |
| Quartzau                  | Clenze                         |
| Quelkhorn                 | Ottersberg                     |
| Querum                    | Braunschweig                   |
| Quickborn                 | Gusborn                        |
| Rabber                    | Bad Essen                      |
| Rabenberg                 | Wolfsburg                      |
| Rade                      | Neu Wulmstorf                  |
| Rahe                      | Aurich                         |
| Rahrdum                   | Jever                          |
| Raken                     | Haren (Ems)                    |
| Ramelsloh                 | Seevetal                       |
| Rammelsberg               | Goslar                         |
| Rammsfehn                 | Wiesmoor                       |
| Ranzau                    | Lüchow (Wendland)              |
| Rathlosen                 | Sulingen                       |
| Rautenberg                | Harsum                         |
| Rautendorf                | Grasberg                       |
| Rautheim                  | Braunschweig                   |
| Rebenstorf                | Lübbow                         |
| Rechtenfleth              | Hagen im Bremischen            |
| Rechterfeld               | Visbek                         |
| Reckershausen             | Friedland                      |
| Reddebeitz                | Lüchow (Wendland)              |
| Reddereitz                | Clenze                         |
| Redderse                  | Gehrden                        |
| Reddingen                 | Wietzendorf                    |
| Redemoißel                | Zernien                        |
| Reepsholt                 | Friedeburg                     |
| Reetze                    | Lüchow (Wendland)              |
| Rehbeck                   | Lüchow (Wendland)              |
| Reher                     | Aerzen                         |
| Rehren                    | Auetal                         |
| Rehren                    | Bad Nenndorf                   |
| Reinerbeck                | Aerzen                         |
| Reinhausen                | Gleichen                       |
| Reinstorf                 | Lüder                          |
| Reislingen                | Wolfsburg                      |
| Reitze                    | Küsten                         |
| Remlingen                 | Remlingen-Semmenstedt          |
| Rengershausen             | Einbeck                        |
| Renshausen                | Krebeck                        |
| Reppner                   | Salzgitter                     |
| Resterhafe                | Dornum                         |
| Resthausen                | Molbergen                      |
| Restorf                   | Höhbeck                        |
| Rethen                    | Laatzen                        |
| Rethen                    | Vordorf                        |
| Rethmar                   | Sehnde                         |
| Reyershausen              | Bovenden                       |
| Rhade                     | Dötlingen                      |
| Rhaude                    | Rhauderfehn                    |
| Rheden                    | Gronau (Leine)                 |
| Rhene                     | Baddeckenstedt                 |
| Rhode                     | Königslutter am Elm            |
| Rhode                     | Langelsheim                    |
| Rhüden                    | Seesen                         |
| Riebrau                   | Zernien                        |
| Riefensbeek-Kamschlacken  | Osterode am Harz               |
| Riemsloh                  | Melle                          |
| Riepe                     | Ihlow                          |
| Riepster Hammrich         | Ihlow                          |
| Rieseberg                 | Königslutter am Elm            |
| Riestedt                  | Uelzen                         |
| Riethausen                | Bruchhausen-Vilsen             |
| Rietze                    | Edemissen                      |
| Ringelheim                | Salzgitter                     |
| Ringstedt                 | Geestland                      |
| Riskau                    | Dannenberg (Elbe)              |
| Rittierode                | Einbeck                        |
| Rittmarshausen            | Gleichen                       |
| Ritzebüttel               | Cuxhaven                       |
| Röbbel                    | Bad Bevensen                   |
| Rockstedt                 | Ostereistedt                   |
| Rodenkirchen              | Stadland                       |
| Roggenstede               | Dornum                         |
| Rohden                    | Hessisch Oldendorf             |
| Röhrse                    | Peine                          |
| Rohrsen                   | Bad Münder am Deister          |
| Rohrsen                   | Hameln                         |
| Röhrsen                   | Lüder                          |
| Röllinghausen             | Alfeld (Leine)                 |
| Rorichum                  | Moormerland                    |
| Roringen                  | Göttingen                      |
| Rosebruch                 | Visselhövede                   |
| Rosenthal                 | Peine                          |
| Rössing                   | Nordstemmen                    |
| Rostrup                   | Bad Zwischenahn                |
| Rotenkirchen              | Einbeck                        |
| Rothenfelde               | Wolfsburg                      |
| Rott                      | Duingen                        |
| Rottorf                   | Königslutter am Elm            |
| Rottorf am Klei           | Rennau                         |
| Rübke                     | Neu Wulmstorf                  |
| Rühle                     | Bodenwerder                    |
| Rühle                     | Meppen                         |
| Rühlerfeld                | Twist                          |
| Rulle                     | Wallenhorst                    |
| Rümmer                    | Groß Twülpstedt                |
| Runstedt                  | Helmstedt                      |
| Rüper                     | Wendeburg                      |
| Rüschendorf               | Damme                          |
| Rüssen                    | Twistringen                    |
| Rüstersiel                | Wilhelmshaven                  |
| Rütenbrock                | Haren (Ems)                    |
| Ruthe                     | Sarstedt                       |
| Rysum                     | Krummhörn                      |
| Saaße                     | Lüchow (Wendland)              |
| Sack                      | Alfeld (Leine)                 |
| Sage                      | Großenkneten                   |
| Saggrian                  | Küsten                         |
| Sahlenburg                | Cuxhaven                       |
| Salder                    | Salzgitter                     |
| Salderatzen               | Waddeweitz                     |
| Salzdahlum                | Wolfenbüttel                   |
| Salzderhelden             | Einbeck                        |
| Salzgitter-Bad            | Salzgitter                     |
| Sallahn                   | Küsten                         |
| Sambleben                 | Schöppenstedt                  |
| Sammatz                   | Neu Darchau                    |
| Sandel                    | Jever                          |
| Sandelermöns              | Jever                          |
| Sandhausen                | Osterholz-Scharmbeck           |
| Sandhorst                 | Aurich                         |
| Sandstedt                 | Hagen im Bremischen            |
| Sankt Andreasberg         | Braunlage                      |
| Sankt Hülfe               | Diepholz                       |
| Sankt Joost               | Stinstedt                      |
| Sankt Joost               | Wangerland                     |
| Sankt Jürgen              | Lilienthal                     |
| Satemin                   | Lüchow (Wendland)              |
| Satkau                    | Clenze                         |
| Sattenhausen              | Gleichen                       |
| Sauingen                  | Salzgitter                     |
| Schaafhausen              | Dannenberg (Elbe)              |
| Schachtsiedlung           | Salzgitter                     |
| Schafwedel                | Bad Bodenteich                 |
| Schandelah                | Cremlingen                     |
| Schapen                   | Braunschweig                   |
| Schäpingen                | Schnega                        |
| Scharfoldendorf           | Eschershausen                  |
| Scharmbeckstotel          | Osterholz-Scharmbeck           |
| Scharnhorst               | Eschede                        |
| Scharrel                  | Neustadt am Rübenberge         |
| Scharrendorf              | Twistringen                    |
| Scharzfeld                | Herzberg am Harz               |
| Schaumburg                | Rinteln                        |
| Scheller                  | Bad Nenndorf                   |
| Schepsdorf                | Lingen (Ems)                   |
| Scheuen                   | Celle                          |
| Schießhaus                | Deensen                        |
| Schildhorst               | Freden (Leine)                 |
| Schillerteich             | Wolfsburg                      |
| Schillig                  | Wangerland                     |
| Schinkel                  | Osnabrück                      |
| Schinna                   | Stolzenau                      |
| Schirum                   | Aurich                         |
| Schladen                  | Schladen-Werla                 |
| Schlagte                  | Weste                          |
| Schlannau                 | Clenze                         |
| Schlarpe                  | Uslar                          |
| Schletau                  | Lemgow                         |
| Schlewecke                | Bad Harzburg                   |
| Schlewecke                | Bockenem                       |
| Schliekum                 | Sarstedt                       |
| Schliestedt               | Schöppenstedt                  |
| Schlingshöhe              | Friesoythe                     |
| Schloß Ricklingen         | Garbsen                        |
| Schlußdorf                | Worpswede                      |
| Schmalförden              | Ehrenburg                      |
| Schmarbeck                | Faßberg                        |
| Schmarsau                 | Dannenberg (Elbe)              |
| Schmarsau                 | Lemgow                         |
| Schmedenstedt             | Peine                          |
| Schmertheim               | Cloppenburg                    |
| Schmölau                  | Rosche                         |
| Schnedinghausen           | Northeim                       |
| Schneeheide               | Walsrode                       |
| Schneeren                 | Neustadt am Rübenberge         |
| Schnepke                  | Syke                           |
| Schönhagen                | Uslar                          |
| Schoningen                | Uslar                          |
| Schorborn                 | Deensen                        |
| Schorlingborstel          | Bassum                         |
| Schostorf                 | Bad Bodenteich                 |
| Schreyahn                 | Wustrow (Wendland)             |
| Schulenberg im Oberharz   | Clausthal-Zellerfeld           |
| Schulenrode               | Cremlingen                     |
| Schutschur                | Neu Darchau                    |
| Schwachhausen             | Wienhausen                     |
| Schwaneburg               | Friesoythe                     |
| Schwaneburgermoor         | Friesoythe                     |
| Schwartenberg             | Haren (Ems)                    |
| Schwartenpohl             | Wietmarschen                   |
| Schwefingen               | Meppen                         |
| Schwegen                  | Loxstedt                       |
| Schwemlitz                | Rosche                         |
| Schweringhausen           | Ehrenburg                      |
| Schweskau                 | Lemgow                         |
| Schwicheldt               | Peine                          |
| Schwiederstorf            | Neu Wulmstorf                  |
| Schwiegershausen          | Osterode am Harz               |
| Schwiepke                 | Küsten                         |
| Schwitschen               | Visselhövede                   |
| Schwittersum              | Dornum                         |
| Sebexen                   | Kalefeld                       |
| Seboldshausen             | Bad Gandersheim                |
| Secklendorf               | Altenmedingen                  |
| Seebergen                 | Lilienthal                     |
| Seedorf                   | Dannenberg (Elbe)              |
| Seefeld                   | Stadland                       |
| Seelwig                   | Clenze                         |
| Seerau                    | Hitzacker (Elbe)               |
| Seerau im Drawehn         | Küsten                         |
| Seerau in der Lucie       | Lüchow (Wendland)              |
| Segelhorst                | Hessisch Oldendorf             |
| Segeste                   | Sibbesse                       |
| Sehlde                    | Elze                           |
| Sehlem                    | Lamspringe                     |
| Seinstedt                 | Börßum                         |
| Sellenstedt               | Sibbesse                       |
| Sellstedt                 | Schiffdorf                     |
| Selxen                    | Aerzen                         |
| Semmenstedt               | Remlingen-Semmenstedt          |
| Sennickerode              | Gleichen                       |
| Settmarshausen            | Rosdorf                        |
| Sevelten                  | Cappeln                        |
| Sibbesse                  | Sibbesse                       |
| Sichelnstein              | Staufenberg                    |
| Sieber                    | Herzberg am Harz               |
| Sieboldshausen            | Rosdorf                        |
| Sieringhoek               | Bad Bentheim                   |
| Sierße                    | Vechelde                       |
| Sieverdingen              | Walsrode                       |
| Sievern                   | Geestland                      |
| Silberborn                | Holzminden                     |
| Silberhütte               | Braunlage                      |
| Sillenstede               | Schortens                      |
| Sillium                   | Holle                          |
| Simander                  | Lemgow                         |
| Simonswolde               | Ihlow                          |
| Söder                     | Holle                          |
| Söderhof                  | Haverlah                       |
| Sohlingen                 | Uslar                          |
| Solkau                    | Schnega                        |
| Solschen                  | Ilsede                         |
| Sonnenberg                | Braunlage                      |
| Sonnenberg                | Vechelde                       |
| Sophiental                | Wendeburg                      |
| Sörhausen                 | Syke                           |
| Sorsum                    | Elze                           |
| Soßmar                    | Hohenhameln                    |
| Sottorf                   | Rosengarten                    |
| Sottrum                   | Holle                          |
| Soven                     | Dannenberg (Elbe)              |
| Spaden                    | Schiffdorf                     |
| Spanbeck                  | Bovenden                       |
| Spechtshorn               | Hohne                          |
| Specken                   | Bad Zwischenahn                |
| Speele                    | Staufenberg                    |
| Spekendorf                | Aurich                         |
| Sperberhaier Dammhaus     | Clausthal-Zellerfeld           |
| Spetzerfehn               | Großefehn                      |
| Spieka                    | Wurster Nordseeküste           |
| Spieka-Neufeld            | Wurster Nordseeküste           |
| Spiekershausen            | Staufenberg                    |
| Spithal                   | Bergen an der Dumme            |
| Splietau                  | Dannenberg (Elbe)              |
| Spohle                    | Wiefelstede                    |
| Spreckens                 | Bremervörde                    |
| Sprengel                  | Neuenkirchen                   |
| Sprötze                   | Buchholz in der Nordheide      |
| Staatsforsten             | Cloppenburg                    |
| Stadensen                 | Wrestedt                       |
| Stadt Eldagsen            | Springe                        |
| Stadt Hornburg            | Schladen-Werla                 |
| Stapel                    | Amt Neuhaus                    |
| Stapelfeld                | Cloppenburg                    |
| Stapelshorn               | Bruchhausen-Vilsen             |
| Starrel                   | Schnega                        |
| Stedden                   | Winsen (Aller)                 |
| Stederdorf                | Peine                          |
| Stederdorf                | Wrestedt                       |
| Steimke                   | Obernholz                      |
| Steimke                   | Syke                           |
| Steimker Berg             | Wolfsburg                      |
| Steina                    | Bad Sachsa                     |
| Steinbeck                 | Bispingen                      |
| Steinberg                 | Goslar                         |
| Steinberg                 | Langwedel                      |
| Steinbergen               | Rinteln                        |
| Steinbrink                | Diepenau                       |
| Steinbrück                | Söhlde                         |
| Steine                    | Luckau (Wendland)              |
| Steinhude                 | Wunstorf                       |
| Steinlah                  | Haverlah                       |
| Stelle                    | Twistringen                    |
| Stellichte                | Walsrode                       |
| Stemmermühlen             | Beverstedt                     |
| Stendorf                  | Ritterhude                     |
| Sternbusch                | Cloppenburg                    |
| Steterburg                | Salzgitter                     |
| Stickenbüttel             | Cuxhaven                       |
| Stiddien                  | Braunschweig                   |
| Stiepelse                 | Amt Neuhaus                    |
| Stinstedt                 | Loxstedt                       |
| Stöcken                   | Oetzen                         |
| Stöckendrebber            | Neustadt am Rübenberge         |
| Stockhausen               | Friedland                      |
| Stöckheim                 | Northeim                       |
| Stocksdorf                | Ehrenburg                      |
| Störy                     | Bockenem                       |
| Stotel                    | Loxstedt                       |
| Strackholt                | Großefehn                      |
| Streetz                   | Dannenberg (Elbe)              |
| Strodthagen               | Einbeck                        |
| Stroit                    | Einbeck                        |
| Strücken                  | Rinteln                        |
| Stubben                   | Beverstedt                     |
| Stüde                     | Sassenburg                     |
| Stühren                   | Bassum                         |
| Südarle                   | Großheide                      |
| Suddendorf                | Schüttorf                      |
| Süderleda                 | Wanna                          |
| Süderneuland I            | Norden                         |
| Süderneuland II           | Norden                         |
| Sudershausen              | Nörten-Hardenberg              |
| Süderwisch-Westerwisch    | Cuxhaven                       |
| Südfelde                  | Damme                          |
| Sudheim                   | Northeim                       |
| Südkampen                 | Walsrode                       |
| Sudmerberg                | Goslar                         |
| Sudweyhe                  | Weyhe                          |
| Südwinsen                 | Winsen (Aller)                 |
| Sukopsmühle               | Salzgitter                     |
| Sülbeck                   | Einbeck                        |
| Sülbeck                   | Nienstädt                      |
| Sülfeld                   | Wolfsburg                      |
| Sülze                     | Bergen                         |
| Sumte                     | Amt Neuhaus                    |
| Sunstedt                  | Königslutter am Elm            |
| Suroide                   | Wietzendorf                    |
| Süstedt                   | Bruchhausen-Vilsen             |
| Suterode                  | Katlenburg-Lindau              |
| Süthen                    | Küsten                         |
| Suttorf                   | Neustadt am Rübenberge         |
| Süttorf                   | Neetze                         |
| Süttorf                   | Oetzen                         |
| Suurhusen                 | Hinte                          |
| Taaken                    | Reeßum                         |
| Tange                     | Apen                           |
| Taubenborn                | Bad Grund (Harz)               |
| Tarmitz                   | Lüchow (Wendland)              |
| Tatern                    | Uelzen                         |
| Teglingen                 | Meppen                         |
| Teichgut                  | Wahrenholz                     |
| Teichhütte                | Bad Grund (Harz)               |
| Tempelhof                 | Schladen-Werla                 |
| Terborg                   | Moormerland                    |
| Tergast                   | Moormerland                    |
| Testorf                   | Weste                          |
| Tetendorf                 | Soltau                         |
| Tettenborn                | Bad Sachsa                     |
| Tettens                   | Wangerland                     |
| Teyendorf                 | Rosche                         |
| Theene                    | Südbrookmerland                |
| Thiede                    | Salzgitter                     |
| Thielitz                  | Soltendieck                    |
| Thören                    | Winsen (Aller)                 |
| Thüdinghausen             | Moringen                       |
| Thüle                     | Friesoythe                     |
| Thune                     | Schnega                        |
| Thunpadel                 | Karwitz                        |
| Thurau                    | Woltersdorf (Wendland)         |
| Thüste                    | Salzhemmendorf                 |
| Tidofeld                  | Norden                         |
| Tiesmesland               | Hitzacker (Elbe)               |
| Tießau                    | Hitzacker (Elbe)               |
| Tiftlingerode             | Duderstadt                     |
| Timmel                    | Großefehn                      |
| Timmerlah                 | Braunschweig                   |
| Tinnen                    | Haren (Ems)                    |
| Tjüche                    | Marienhafe                     |
| Tobringen                 | Trebel (Wendland)              |
| Todenmann                 | Rinteln                        |
| Tolstefanz                | Küsten                         |
| Torfhaus                  | Clausthal-Zellerfeld           |
| Torsholt                  | Westerstede                    |
| Tossens                   | Butjadingen                    |
| Trabuhn                   | Lemgow                         |
| Tramm                     | Dannenberg (Elbe)              |
| Trauen                    | Munster                        |
| Trelde                    | Buchholz in der Nordheide      |
| Triangel                  | Sassenburg                     |
| Tripkau                   | Amt Neuhaus                    |
| Tripkau                   | Dannenberg (Elbe)              |
| Trögen                    | Hardegsen                      |
| Trupe                     | Lilienthal                     |
| Truperdeich               | Lilienthal                     |
| Trupermoor                | Lilienthal                     |
| Tuchtfeld                 | Halle                          |
| Tündern                   | Hameln                         |
| Tungeln                   | Wardenburg                     |
| Tunxdorf                  | Papenburg                      |
| Tüschau                   | Küsten                         |
| Twieflingen               | Söllingen                      |
| Twixlum                   | Emden                          |
| Ubbendorf                 | Hilgermissen                   |
| Überhamm                  | Worpswede                      |
| Überhäsiges Viertel       | Löningen                       |
| Uchtdorf                  | Rinteln                        |
| Uepsen                    | Asendorf                       |
| Uesen                     | Achim                          |
| Ueterlande                | Loxstedt                       |
| Uetzingen                 | Walsrode                       |
| Üfingen                   | Salzgitter                     |
| Uhlhorn                   | Dötlingen                      |
| Ührde                     | Osterode am Harz               |
| Uhry                      | Königslutter am Elm            |
| Ulbargen                  | Großefehn                      |
| Ummeln                    | Algermissen                    |
| Untenende                 | Papenburg                      |
| Unterlüß                  | Südheide                       |
| Upen                      | Liebenburg                     |
| Upende                    | Südbrookmerland                |
| Uphusen                   | Achim                          |
| Uphusen                   | Emden                          |
| Upleward                  | Krummhörn                      |
| Upstedt                   | Bockenem                       |
| Uschlag                   | Staufenberg                    |
| Üssinghausen              | Hardegsen                      |
| Uthlede                   | Hagen im Bremischen            |
| Uthwerdum                 | Südbrookmerland                |
| Utlandshörn               | Norden                         |
| Vaddensen                 | Clenze                         |
| Vahle                     | Uslar                          |
| Vahren                    | Cloppenburg                    |
| Vallstedt                 | Vechelde                       |
| Varbitz                   | Soltendieck                    |
| Vardeilsen                | Einbeck                        |
| Varlosen                  | Niemetal                       |
| Varmissen                 | Dransfeld                      |
| Varrel                    | Stuhr                          |
| Varrelbusch               | Garrel                         |
| Varrigsen                 | Delligsen                      |
| Vasenthien                | Trebel (Wendland)              |
| Vechelade                 | Vechelde                       |
| Vechelde                  | Vechelde                       |
| Veenhusen                 | Moormerland                    |
| Veerßen                   | Uelzen                         |
| Vehlen                    | Obernkirchen                   |
| Velber                    | Seelze                         |
| Veldhausen                | Neuenhaus                      |
| Veltenhof                 | Braunschweig                   |
| Venhaus                   | Spelle                         |
| Venne                     | Ostercappeln                   |
| Verliehausen              | Uslar                          |
| Versen                    | Meppen                         |
| Vesbeck                   | Neustadt am Rübenberge         |
| Vethem                    | Walsrode                       |
| Victorbur                 | Südbrookmerland                |
| Victorburer Marsch        | Südbrookmerland                |
| Viehle                    | Amt Neuhaus                    |
| Vienenburg                | Goslar                         |
| Vierde                    | Bad Fallingbostel              |
| Vietze                    | Höhbeck                        |
| Vinnen                    | Lähden                         |
| Vockfey                   | Amt Neuhaus                    |
| Vöhrum                    | Peine                          |
| Vogelbeck                 | Einbeck                        |
| Volzendorf                | Lemgow                         |
| Voigtholz-Ahlemissen      | Edemissen                      |
| Voldagsen                 | Einbeck                        |
| Völkenrode                | Braunschweig                   |
| Volkerode                 | Rosdorf                        |
| Volkmarsdorf              | Groß Twülpstedt                |
| Volkmarshausen            | Hann. Münden                   |
| Volksen                   | Einbeck                        |
| Volksen                   | Rinteln                        |
| Völksen                   | Springe                        |
| Völlen                    | Westoverledingen               |
| Völlenerfehn              | Westoverledingen               |
| Volpriehausen             | Uslar                          |
| Volzum                    | Sickte                         |
| Voremberg                 | Emmerthal                      |
| Vorsfelde                 | Wolfsburg                      |
| Vorwerk                   | Celle                          |
| Voslapp                   | Wilhelmshaven                  |
| Voxtrup                   | Osnabrück                      |
| Voßbarg                   | Wiesmoor                       |
| Waakhausen                | Worpswede                      |
| Wachendorf                | Lingen (Ems)                   |
| Wachendorf                | Syke                           |
| Wachenhausen              | Katlenburg-Lindau              |
| Waddewarden               | Wangerland                     |
| Wahle                     | Vechelde                       |
| Wahmbeck                  | Bodenfelde                     |
| Wahnbek                   | Rastede                        |
| Wahrstedt                 | Velpke                         |
| Walle                     | Aurich                         |
| Walle                     | Winsen (Aller)                 |
| Wallensen                 | Salzhemmendorf                 |
| Wallenstedt               | Gronau (Leine)                 |
| Wallinghausen             | Aurich                         |
| Wallmoden                 | Langelsheim                    |
| Wanhöden                  | Wurster Nordseeküste           |
| Wapeldorf                 | Rastede                        |
| Warbsen                   | Golmbach                       |
| Wardböhmen                | Bergen                         |
| Warle                     | Uehrde                         |
| Warpke                    | Schnega                        |
| Warsingsfehn              | Moormerland                    |
| Wartjenstedt              | Baddeckenstedt                 |
| Warzen                    | Alfeld (Leine)                 |
| Wassel                    | Sehnde                         |
| Watenstedt                | Gevensleben                    |
| Watenstedt                | Salzgitter                     |
| Wätzum                    | Algermissen                    |
| Watzum                    | Uehrde                         |
| Wechold                   | Hilgermissen                   |
| Wedehorn                  | Achim                          |
| Weddel                    | Cremlingen                     |
| Weddingen                 | Goslar                         |
| Wedtlenstedt              | Vechelde                       |
| Weende                    | Göttingen                      |
| Weene                     | Ihlow                          |
| Weenzen                   | Duingen                        |
| Weesen                    | Südheide                       |
| Weetzen                   | Ronnenberg                     |
| Weferlingen               | Dettum                         |
| Wegensen                  | Halle                          |
| Wehdel                    | Schiffdorf                     |
| Wehden                    | Schiffdorf                     |
| Wehe                      | Dötlingen                      |
| Wehldorf                  | Beverstedt                     |
| Wehm                      | Werlte                         |
| Wehmingen                 | Sehnde                         |
| Wehnen                    | Bad Zwischenahn                |
| Wehnsen                   | Edemissen                      |
| Wehnsen                   | Visselhövede                   |
| Wehrbergen                | Hameln                         |
| Wehre                     | Schladen-Werla                 |
| Wehrendorf                | Bad Essen                      |
| Wehrstedt                 | Bad Salzdetfurth               |
| Weißenberge               | Wahrenholz                     |
| Weißenborn                | Gleichen                       |
| Weißes Moor               | Wahrenholz                     |
| Weitsche                  | Lüchow (Wendland)              |
| Wellen                    | Beverstedt                     |
| Wellingholzhausen         | Melle                          |
| Wendeburg                 | Wendeburg                      |
| Wendesse                  | Peine                          |
| Wendessen                 | Wolfenbüttel                   |
| Wendezelle                | Wendeburg                      |
| Wendhausen                | Lehre                          |
| Wendschott                | Wolfsburg                      |
| Wennenkamp                | Rinteln                        |
| Wense                     | Wendeburg                      |
| Wenzen                    | Einbeck                        |
| Werder                    | Bockenem                       |
| Werder                    | Thedinghausen                  |
| Werlaburgdorf             | Schladen-Werla                 |
| Wersabe                   | Hagen im Bremischen            |
| Werschenrege              | Moormerland                    |
| Werxhausen                | Duderstadt                     |
| Wesenstedt                | Ehrenburg                      |
| Wesseln                   | Bad Salzdetfurth               |
| Wessenstedt               | Natendorf                      |
| Westdorf                  | Dornum                         |
| Westendorf                | Rinteln                        |
| Westenholz                | Walsrode                       |
| Westeraccum               | Dornum                         |
| Westerbeverstedt          | Beverstedt                     |
| Westerbur                 | Dornum                         |
| Westercelle               | Celle                          |
| Westeremstek              | Emstek                         |
| Westerende                | Großheide                      |
| Westerende-Holzloog       | Ihlow                          |
| Westerende-Kirchloog      | Ihlow                          |
| Westerhof                 | Kalefeld                       |
| Westerholtsfelde          | Bad Zwischenahn                |
| Westerhusen               | Hinte                          |
| Westerlinde               | Burgdorf                       |
| Westerloh                 | Haselünne                      |
| Westerloog                | Aurich                         |
| Westerloog                | Norden                         |
| Westerloy                 | Westerstede                    |
| Westermarsch I            | Norden                         |
| Westermarsch II           | Norden                         |
| Westermoordorf            | Großheide                      |
| Westerode                 | Bad Harzburg                   |
| Westerode                 | Duderstadt                     |
| Westersander              | Ihlow                          |
| Westerwanna               | Wanna                          |
| Westerweyhe               | Uelzen                         |
| Westfeld                  | Sibbesse                       |
| Westgroßefehn             | Großefehn                      |
| Westhagen                 | Wolfsburg                      |
| Westrittrum               | Großenkneten                   |
| Wesuwe                    | Haren (Ems)                    |
| Wetteborn                 | Freden (Leine)                 |
| Wettensen                 | Alfeld (Leine)                 |
| Wettmar                   | Burgwedel                      |
| Weyhausen                 | Eschede                        |
| Wiarden                   | Wangerland                     |
| Wibbecke                  | Adelebsen                      |
| Wickbolsen                | Hessisch Oldendorf             |
| Widdelswehr               | Emden                          |
| Wieckenberg               | Wietze                         |
| Wieda                     | Walkenried                     |
| Wiedelah                  | Goslar                         |
| Wiedigshof                | Walkenried                     |
| Wiedingen                 | Soltau                         |
| Wiefels                   | Wangerland                     |
| Wiegboldsbur              | Südbrookmerland                |
| Wiegersen                 | Sauensiek                      |
| Wiemsdorf                 | Loxstedt                       |
| Wienbergen                | Hilgermissen                   |
| Wiensen                   | Uslar                          |
| Wieren                    | Wrestedt                       |
| Wiershausen               | Hann. Münden                   |
| Wiershausen               | Kalefeld                       |
| Wierstorf                 | Obernholz                      |
| Wierthe                   | Vechelde                       |
| Wiesederfehn              | Wiesmoor                       |
| Wiesedermeer              | Friedeburg                     |
| Wiesens                   | Aurich                         |
| Wieste                    | Werlte                         |
| Wietzenbruch              | Celle                          |
| Wietzetze                 | Hitzacker (Elbe)               |
| Wildemann                 | Clausthal-Zellerfeld           |
| Wildenloh                 | Edewecht                       |
| Wilhelmsfehn I            | Wiesmoor                       |
| Wilhelmsfehn II           | Wiesmoor                       |
| Wilkenburg                | Hemmingen                      |
| Willensen                 | Bad Grund (Harz)               |
| Willershausen             | Kalefeld                       |
| Wilsche                   | Gifhorn                        |
| Wimmer                    | Bad Essen                      |
| Windhausen                | Bad Grund (Harz)               |
| Winkel                    | Gifhorn                        |
| Winkelsheide              | Varel                          |
| Winninghausen             | Barsinghausen                  |
| Winterweyhe               | Schnega                        |
| Winzenburg                | Freden (Leine)                 |
| Wipshausen                | Edemissen                      |
| Wirl                      | Prezelle                       |
| Wirringen                 | Sehnde                         |
| Wispenstein               | Alfeld (Leine)                 |
| Wittenburg                | Elze                           |
| Wittlage                  | Bad Essen                      |
| Wittorf                   | Visselhövede                   |
| Wittstedt                 | Hagen im Bremischen            |
| Wochenendsiedlung         | Südbrookmerland                |
| Wolbrechtshausen          | Nörten-Hardenberg              |
| Wolfshagen                | Langelsheim                    |
| Wohlde                    | Bergen                         |
| Wohlenhausen              | Bockenem                       |
| Wohlenhausen              | Marklohe                       |
| Wöhningen                 | Bergen an der Dumme            |
| Wohltberg                 | Wolfsburg                      |
| Wöllersheim               | Lamspringe                     |
| Wollingst                 | Beverstedt                     |
| Wöllmarshausen            | Gleichen                       |
| Wolperode                 | Bad Gandersheim                |
| Woltem                    | Soltau                         |
| Wolterdingen              | Soltau                         |
| Woltersburg               | Uelzen                         |
| Woltershausen             | Lamspringe                     |
| Wolthausen                | Winsen (Aller)                 |
| Wolthusen                 | Emden                          |
| Wöltingerode              | Goslar                         |
| Woltorf                   | Peine                          |
| Wöpse                     | Bruchhausen-Vilsen             |
| Wörpedorf                 | Grasberg                       |
| Worphausen                | Lilienthal                     |
| Wrantepott                | Ihlow                          |
| Wremen                    | Wurster Nordseeküste           |
| Wrescherode               | Bad Gandersheim                |
| Wrisbergholzen            | Sibbesse                       |
| Wrisse                    | Großefehn                      |
| Wüppels                   | Wangerland                     |
| Wulfelade                 | Neustadt am Rübenberge         |
| Wülfingen                 | Elze                           |
| Wulmstorf                 | Neu Wulmstorf                  |
| Wulmstorf                 | Thedinghausen                  |
| Wulsbüttel                | Hagen im Bremischen            |
| Wursterheide              | Wurster Nordseeküste           |
| Wurthfleth                | Hagen im Bremischen            |
| Wussegel                  | Hitzacker (Elbe)               |
| Wüste                     | Osnabrück                      |
| Wybelsum                  | Emden                          |
| Wymeer                    | Bunde                          |
| Zarenthien                | Rosche                         |
| Zargleben                 | Luckau (Wendland)              |
| Zebelin                   | Waddeweitz                     |
| Zeetze                    | Amt Neuhaus                    |
| Zeetze                    | Luckau (Wendland)              |
| Zellerfeld                | Clausthal-Zellerfeld           |
| Ziallerns                 | Wangerland                     |
| Zorge                     | Walkenried                     |
| Zweidorf                  | Wendeburg                      |
| Zwischenbergen            | Wiesmoor                       |